# Пасха
Па́сха (греч. πάσχα и лат. Pascha), также Воскресе́ние Христо́во (греч. Ἡ Ανάστασις τοῦ Ἰησοῦ Χριστοῦ), или Све́тлое Христо́во Воскресе́ние — древнейший и самый важный христианский праздник.
Установлен в честь Воскресения Иисуса Христа, которое является центром всей библейской истории и основой всего христианского учения. В православии статус Пасхи как главного праздника отражают слова «праздников праздник и торжество из торжеств».
В настоящее время дата Пасхи в каждый конкретный год исчисляется по лунно-солнечному календарю, что делает Пасху переходящим праздником.
Древнееврейское слово «Пе́сах» обозначает иудейскую Пасху, отмечаемую по лунному календарю. Оно связано с корнем слова פ.ס.ח.‎ («миновал, прошёл мимо»), которое напоминает о том, что Всевышний миновал еврейские дома, уничтожая первенцев Египта, «в полночь Господь поразил всех первенцев в земле Египетской, от первенца фараона, сидевшего на престоле своём, до первенца узника, находившегося в темнице, и всё первородное из скота» (Исх. 12:29).
Арамейское название праздника вошло в греческий язык, затем перешло в латинский и в последующем распространилось в языках Европы (фр. pâques, исп. pascua, рус. па́сха).
Ветхозаветную Пасху совершали в память исхода еврейского народа из египетского плена, хотя обычай празднования Пасхи появился в эпоху до исхода и первоначально был связан со скотоводством, а позднее — с земледелием.
У христиан название праздника приобрело иное толкование — «прехождение от смерти к жизни, от земли к небу». Как Бог освободил евреев от египетского рабства, так и христианин освобождается от рабства греха посредством смерти и воскресения Иисуса Христа; тем самым ветхозаветная Пасха стала прообразом Пасхи христианской.
В православии церковное празднование Пасхи продолжается 40 дней, в католицизме — 50 дней.

## История

### Ветхозаветная Пасха
Ветхозаветная Пасха, как и нынешний праздник Пе́сах (еврейская Пасха), праздновалась в память исхода евреев из Египта, то есть освобождения евреев от рабства. Название «Пе́сах» (פֶּסַח‬) означает «миновал», «прошёл мимо». Оно связано с рассказом о десяти египетских казнях.
Одно бедствие («казнь») сменялось другим, и, наконец, за отказ фараона отпустить израильский народ Бог «наказал Египет страшной казнью», убив всех пе́рвенцев, то есть всех первых по старшинству потомков мужского пола, как людей, так и ското́в. Казнь миновала лишь первенцев иудеев, жилища которых Бог различил по условному знаку (крови а́гнца на косяке двери) и прошёл мимо:

А Я в сию самую ночь пройду по земле Египетской и поражу всякого первенца в земле Египетской, от человека до скота, и над всеми богами Египетскими произведу суд. Я Господь. И будет у вас кровь знамением на домах, где вы находитесь, и увижу кровь и пройду мимо вас, и не будет между вами язвы губительной, когда буду поражать землю Египетскую. И да будет вам день сей памятен, и празднуйте в оный праздник Господу во все роды ваши; как установление вечное празднуйте его.
— Исх. 12:12—14
После последней казни фараон отпустил еврейский народ вместе с его стадами, а напуганные египтяне торопили евреев, чтобы те скорее ушли (Исх. 12:31—33).
Пасхальный агнец
В память об этих событиях «всему обществу Израилевых» предписывалось вечером 14-го ниса́на (первого месяца еврейского календаря) приносить в жертву а́гнца, однолетнего ягнёнка или козлёнка мужского пола, без порока, которого следовало испечь на огне и съесть полностью, не преломив костей, с опре́сноками и горькими травами в семейном кругу в течение пасхальной ночи (Исх. 12:1—10; Чис. 9:1—14). Вкушение пасхальной трапезы выступало как «свидетельство главного события всей ветхозаветной истории» — исхода евреев из Египта.
Пасхальный агнец иначе именовался «пасхой» («песахом»). Такое употребление можно найти, в частности, в рассказах евангелистов о Тайной Ве́чере (Мф. 26:17—19; Мк. 14:12—16; Лк. 22:8—15).

#### Пасха в Новом Завете
Пасха неоднократно упоминается в Евангелиях, но особое место занимает в них рассказ о Тайной Ве́чере, которая у Матфея, Марка и Луки описана как праздничная пасхальная трапеза (Мф. 26:17—19; Мк. 14:12—16; Лк. 22:8—15), и о последующем распятии Иисуса Христа.
Именно во время Тайной Вечери Иисус Христос произнёс слова и совершил действия, которые поменяли смысл праздника. Иисус заменил собой место пасхальной жертвы, и в результате «ветхая Пасха становится Пасхой нового Агнца, закланного ради очищения людей единожды и навсегда», а новой пасхальной трапезой становится Евхаристия.
Поскольку казнь состоялась в пятницу, «то Иудеи, дабы не оставить тел на кресте в субботу … просили Пилата, чтобы перебить у них голени и снять их» (Ин. 19:31), и воины перебили голени распятым разбойникам, однако же, «придя к Иисусу, как увидели Его уже умершим, не перебили у Него голеней» (Ин. 19:32—32). Иоанн Богослов, который рассказывает об этих событиях, находит в них исполнение слов Священного Писания: «Ибо сие произошло, да сбудется Писание: кость Его да не сокрушится» (Ин. 19:36).

Новое понимание пасхальной жертвы хорошо отражают слова апостола Павла (1Кор. 5:7): 
…Пасха наша, Христос, заклан за нас.

#### Прекращение ветхозаветных жертв
После разрушения в 70 году Иерусалимского Храма ритуальное закла́ние пасхального агнца прекратилось, и в современном ритуале совершения Песаха о нём напоминает предписание «съесть небольшой кусочек испечённого мяса» во время ночной трапезы.

### Раннее христианство

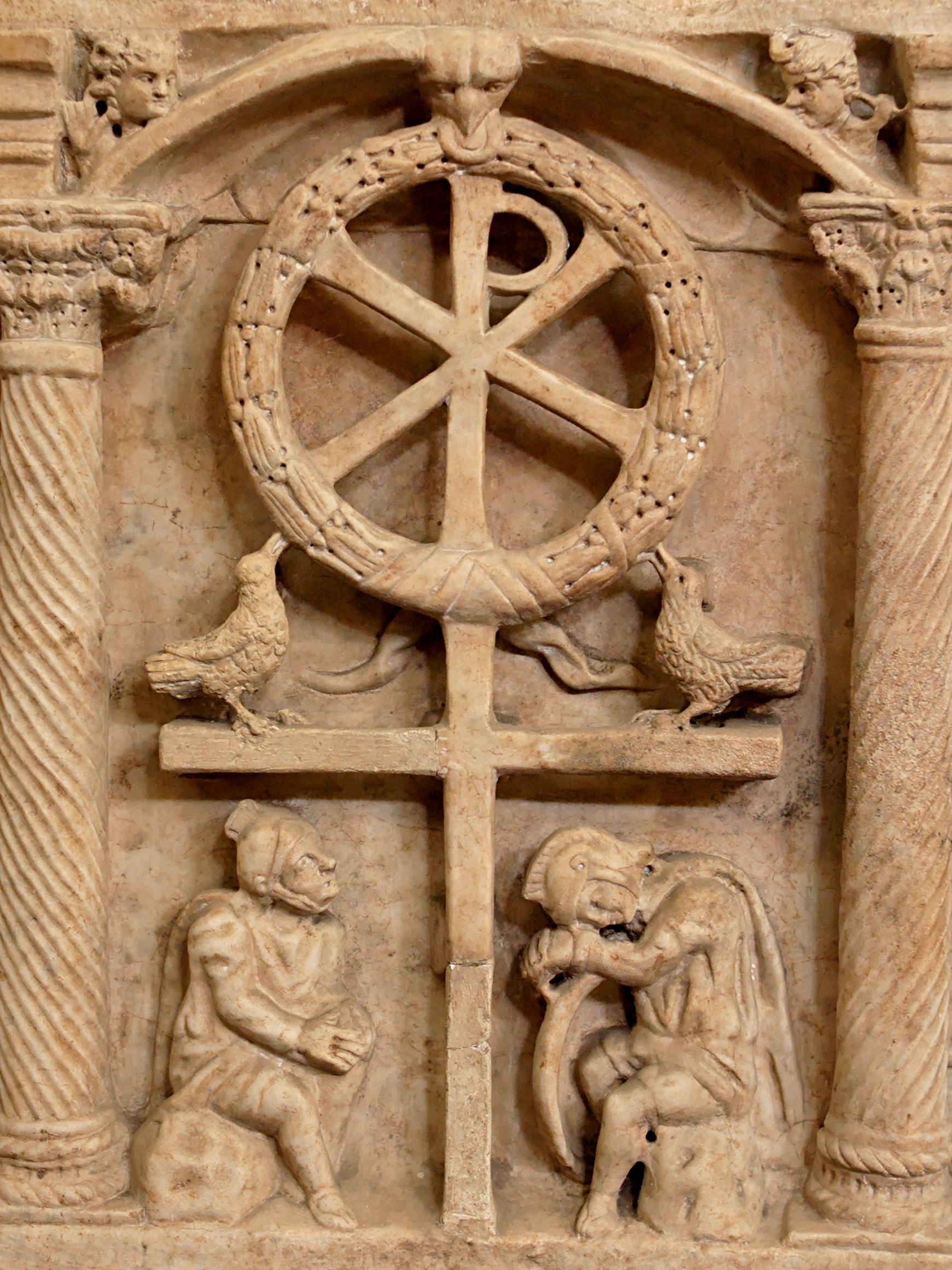
Воскресение. Символическое изображение. Крышка саркофага. Музей Пио-Кристиано, Ватикан

Праздник Пасхи существовал уже при апостолах и первоначально был посвящён воспоминанию смерти Иисуса Христа, поэтому сначала на всём Востоке совершался 14-го дня месяца нисана, в день приготовления евреями пасхального агнца, когда, согласно Евангелию от Иоанна и мнению древнейших отцов церкви (Иринея, Тертуллиана, Оригена), последовала крестная смерть Иисуса Христа. Праздник Пасхи был главным из церковных праздников с самого начала существования христианской Церкви.
В некоторых ранних источниках говорится о том, что пятница была днём поста и скорби в воспоминание страданий Христа («Пастырь Ермы», III,V:1), а воскресенье — днём радости (Тертуллиан, «De corona mil.», гл. 3). Эти еженедельные празднования были более торжественными, когда они совпадали с днями годовщины смерти и воскресения Иисуса Христа.
В малоазийских церквях, особенно иудеохристианами, в I веке н. э. праздник ежегодно отмечался вместе с иудейским Песахом — 14 нисана, так как и иудеи и христиане ожидали в этот день пришествие Мессии (Блаж. Иероним, Толк. на Мф. 25,6 — PL 26,192). Некоторые церкви переносили празднование на первое воскресенье после иудейского Песаха, потому как Иисус Христос был казнён в день Песаха и воскрес по Евангелиям в день после субботы — то есть в воскресенье. Уже во II веке праздник принял характер ежегодного во всех церквях. В то время некоторые христиане держали так называемый «пасхальный пост», который длился где сутки, где двое, а где 40 часов. В сочинениях ранних христианских писателей — в послании св. Иринея Лионского епископу Римскому Виктору, «Слове о Пасхе» Мелитона Сардийского, в творениях Аполлинария Иерапольского, Климента Александрийского, св. Ипполита Римского есть сведения и о праздновании ежегодного дня крестной смерти и Воскресения Христова. Из их сочинений видно, что первоначально особым постом отмечались страдания и смерть Христа как «Пасха крестная» (πάσχα σταυρόσιμον, pascha crucificationis), она совпадала с еврейским Песахом, пост продолжался до воскресной ночи. После неё отмечалось собственно Воскресение Христово как Пасха радости или «Пасха воскресная» (πάσχα άναστάσιμον, pascha resurrectionis). В современном богослужебном уставе сохранились следы этих древних праздников. Особенно это заметно в праздничных элементах служб Великих Четверга, Пятницы и Субботы и в структуре ночной службы в Неделю Пасхи, состоящей из минорной пасхальной полунощницы с каноном Великой Субботы и из торжественно-радостной пасхальной утрени. Также на уставе отразилась и древняя традиция празднования воскресной Пасхи вплоть до Вознесения.
В скором времени стало заметным различие традиций поместных церквей. Возник «пасхальный спор» между Римом и церквями Малой Азии. Христиане Малой Азии, названные «четыренадесятниками» или «квартодециманами» (от 14-го числа месяца нисана), опираясь на авторитет Иоанна Богослова, строго держались обычая празднования Пасхи 14-го нисана независимо от дня недели. У них же именование еврейской Пасхи перешло на название христианской и впоследствии распространилось. Тогда как на Западе, не испытывавшем влияния иудеохристианства, сложилась практика празднования Пасхи в первый воскресный день после еврейской Пасхи, при этом вычисляя последнюю как полнолуние после дня равноденствия. В 155 году Поликарп, епископ Смирны, посетил римского епископа Аникета, чтобы договориться о совместном праздновании Пасхи, но соглашения достигнуто не было. Позднее, в 190—192 годах, римский епископ Виктор на соборах в Палестине, Понте, Галлии, Александрии, Коринфе, Риме настаивал, чтобы малоазийские христиане отказались от своего обычая, и требовал от других церквей прервать общение с ними. Св. Ириней Лионский выступил против отлучения малоазийцев и убедил его, указывая, что расхождения по формальным пунктам не должны ставить под угрозу единство Церкви.

### Первый Вселенский собор
Вопрос единого дня празднования Пасхи для всей христианской ойкумены рассматривался на созванном в 325 году соборе епископов в Никее, впоследствии названном Первым Вселенским. На соборе было принято решение согласовывать день празднования Пасхи между общинами и осуждена практика ориентации на еврейскую дату, выпадавшую до равноденствия:
Когда встал вопрос о святейшем дне Пасхи, при всеобщем согласии было признано целесообразным, чтобы праздник этот отмечался всеми в один и тот же день повсюду… И поистине, прежде всего, всем показалось чрезвычайно недостойным то обстоятельство, что в праздновании этого святейшего торжества мы должны придерживаться обычая иудеев…
Как сообщает историк, епископ и участник Первого Вселенского собора Евсевий Кесарийский в книге «О жизни блаженного василевса Константина», на соборе все епископы не только приняли Символ веры, но и подписались под тем, чтобы праздновать Пасху всем в одно и то же время:
Единогласное определение Собора касательно Веры и (празднования) Пасхи:
Для согласного исповедания Веры спасительное празднование Пасхи надлежало совершать всем в одно и то же время. Поэтому сделано было общее постановление и утверждено подписью каждого из присутствовавших. Окончив эти дела, василевс (Константин Великий) сказал, что он одержал теперь вторую победу над врагом Церкви, и потому совершил победное посвящённое празднество Богу.
Евсевий Кесарийский, пересказывая слова императора Константина, приводит и аргументы, которыми руководствовались отцы Первого Вселенского собора для такого решения:
Мы, конечно, не потерпим, чтобы наша Пасха праздновалась в одном и том же году в другой раз.
Итак, да размыслит благоразумие вашего преподобия, как худо и неприлично то, что в известное время одни соблюдают пост, а другие совершают пиры, и что после дней Пасхи одни проводят время в празднованиях и покое, а другие держат положенные посты. Посему, божественный Промысел благоволил, чтобы это надлежащим образом было исправлено и приведено к одному порядку, на что, думаю, все согласятся.
Собор вынес постановление, текст которого не сохранился. Профессор Болотов В. В. заключил, что Никейский собор определил праздновать Пасху в воскресенье, следующее за полнолунием первого весеннего месяца, то есть того месяца, полнолуние которого или совпадает со днём весеннего равноденствия или бывает после этого дня. Однако священник Лебедев Д. А. утверждал, что «Собор не обсуждал вопроса о дне Пасхи в подробностях… (а) приписываемое ему обычно постановление совершать Пасху в воскресенье после первого весеннего полнолуния есть лишь позднейшая формулировка принципа александрийской пасхалии».
Александрийский епископ должен был вычислять этот день и заранее сообщать его в Рим, чтобы обеспечить единый день празднования. Однако через какое-то время такое сообщение прекратилось. Восток и Рим начали праздновать Пасху каждый по своим вычислениям, часто в разные дни. В Александрии были созданы пасхальные таблицы — пасхальный календарь, позволяющие определить дату Пасхи на длительный период. В их основу был положен 19-летний лунно-солнечный цикл, а за дату весеннего равноденствия принято 21 марта. В 520-е годы эта пасхалия была принята Римской церковью.
Исходное определение Первого Вселенского собора относительно Пасхи стало основанием для церковного устава.
Поместный Антиохийский собор 341 года в своём первом правиле требует строгого соблюдения решений Первого Вселенского собора о дне празднования Пасхи под страхом отлучения от Церкви и извержения из священнического сана.
Свидетельства IV века говорят, что крестная Пасха и воскресная в то время уже были соединены как на Западе, так и на Востоке. Празднование крестной Пасхи предшествовало празднованию Пасхи воскресной, каждая длилась седмицу до и после пасхального воскресенья. Только в V веке название «Пасха» стало общепринятым для обозначения собственно праздника Воскресения Христова. Впоследствии день Пасхи стал выделяться в богослужебном плане всё отчётливее, за что получил название «царя дней».

### Средние века и Новое время
В VI веке Римская церковь приняла восточную пасхалию. Но в течение почти 500 лет после Никейского собора Пасха праздновалась по разным пасхалиям. Александрийская Пасхалия использовалась во всём христианском мире до конца XVI века, более 800 лет. Восточная или Александрийская Пасхалия построена на четырёх ограничениях, изложенных Матфеем Властарем:
Четыре ограничения положены для нашей Пасхи, которые требуются необходимо. Два из них узаконяет Апостольское правило (7-е) и два получили начало из ненаписанного предания. Первое — мы должны совершать Пасху после весеннего равноденствия; второе — совершать не в один день с иудеями; третье — не просто после равноденствия, но после первого полнолуния, имеющего быть после равноденствия; четвёртое — и после полнолуния не иначе, как в первый день седмицы по иудейскому счёту. Поэтому, чтобы сии четыре ограничения соблюдались равно мудрыми и простыми, и чтобы христиане по всей вселенной праздновали Пасху в одно время, не имея притом нигде надобности в особых астрономических вычислениях, — отцы составили канон и предали Церкви, без нарушения сказанных ограничений.
В 1582 году в Римско-католической церкви папа Григорий XIII ввёл новую пасхалию, названную «григорианской». Вследствие изменения пасхалии изменился и весь календарь. В этом же году папа римский Григорий направил послов к патриарху Иеремии с предложением принятия нового григорианского календаря и новой григорианской пасхалии. В 1583 году патриарх Иеремия созвал большой поместный собор, пригласив восточных патриархов, на котором предали анафеме не только принимающих григорианскую пасхалию, но и григорианский календарь, в частности в правиле Великого Константинопольского собора 1583 года сказано:
Кто не следует обычаям Церкви и тому, как приказали семь святых Вселенских соборов о святой Пасхе и месяцеслове и добре законоположили нам следовать, а желает следовать григорианской пасхалии и месяцеслову, тот с безбожными астрономами противодействует всем определениям св. соборов и хочет их изменить и ослабить — да будет анафема.
В результате реформы пасхалии католическая Пасха часто празднуется раньше иудейской или в один день и опережает православную Пасху в некоторые годы более чем на месяц.

### Современность

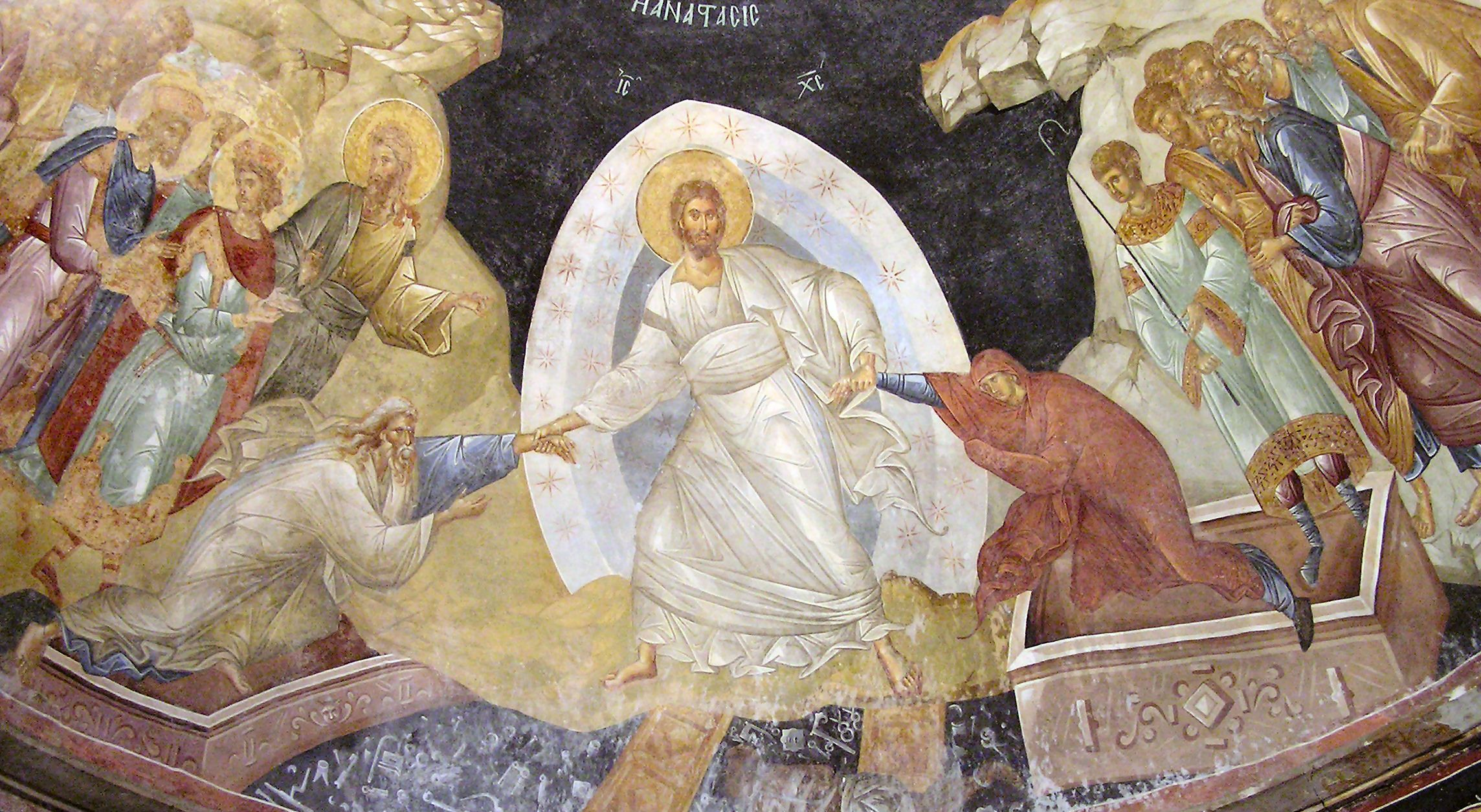
Сошествие во ад (фреска монастыря Хора, XIV век)

В 1923 году Константинопольский патриарх Мелетий IV (Метаксакис) провёл т. н. «Всеправославное» совещание с участием представителей Элладской, Румынской и Сербской православных церквей, на котором был принят новоюлианский календарь, ещё более точный, чем григорианский и совпадающий с ним до 2800 года. Восточные церкви осудили это решение, а Александрийская провела Поместный Собор, постановив, что во введении нового календаря нет никакой необходимости. В Русской и Сербской церквях после попытки перемены календаря оставили прежний из-за возможной смуты в народе.
В марте 1924 года на новый стиль перешли Константинопольская (уже при Григории VII) и Элладская церкви. Румынская церковь приняла «новоюлианский» календарь 1 октября 1924 года.
Возмущения духовенства и народа нововведениями Мелетия вынудили его подать в отставку 20 сентября 1923 года. 20 мая 1926 года Мелетий стал папой и патриархом Александрийской церкви, где, вопреки прежде принятому соборному решению, ввёл новый календарь. В греческих церквях произошёл масштабный церковный раскол, не урегулированный по сей день. Образовалось несколько самостоятельных старостильных греческих Синодов.
На Всеправославном совещании 1948 года в Москве было решено, что Пасха и все переходящие праздники празднуются всеми православными церквями по Александрийской пасхалии и юлианскому календарю, а непереходящие праздники по тому, по которому живёт данная церковь. В том же году на новоюлианский календарь перешла Антиохийская православная церковь.
Сегодня юлианским календарём всецело пользуются только Русская, Иерусалимская, Грузинская, Сербская, Украинская и Синайская православные церкви, а также Афон.
В 2014 году на юлианский календарь вернулась Польская православная церковь.
Финляндская православная церковь полностью перешла на григорианский календарь.
Остальные Поместные Православные церкви празднуют Пасху и другие переходящие праздники по юлианскому календарю, а Рождество и другие непереходящие праздники — по григорианскому календарю.
В Великобритании «Пасхальный акт» 1928 года устанавливал дату Пасхи на первое воскресенье после второй субботы апреля; однако данное постановление не вступило в силу. В 1997 году на саммите в Алеппо (Сирия) Всемирный совет церквей предложил зафиксировать день Пасхи в солнечном календаре (также второе воскресенье апреля) либо утвердить единообразную Пасхалию для всего христианского мира, исходя из астрономических требований. Реформа была назначена на 2001 год, но не была принята всеми членами Совета.

## Расчёт даты Пасхи
| год  | Григорианская пасхалия (западная традиция) | Александрийская пасхалия (восточная традиция) |
| ---- | ------------------------------------------ | --------------------------------------------- |
| 2001 | 15 апреля                                  | 15 апреля                                     |
| 2002 | 31 марта                                   | 5 мая                                         |
| 2003 | 20 апреля                                  | 27 апреля                                     |
| 2004 | 11 апреля                                  | 11 апреля                                     |
| 2005 | 27 марта                                   | 1 мая                                         |
| 2006 | 16 апреля                                  | 23 апреля                                     |
| 2007 | 8 апреля                                   | 8 апреля                                      |
| 2008 | 23 марта                                   | 27 апреля                                     |
| 2009 | 12 апреля                                  | 19 апреля                                     |
| 2010 | 4 апреля                                   | 4 апреля                                      |
| 2011 | 24 апреля                                  | 24 апреля                                     |
| 2012 | 8 апреля                                   | 15 апреля                                     |
| 2013 | 31 марта                                   | 5 мая                                         |
| 2014 | 20 апреля                                  | 20 апреля                                     |
| 2015 | 5 апреля                                   | 12 апреля                                     |
| 2016 | 27 марта                                   | 1 мая                                         |
| 2017 | 16 апреля                                  | 16 апреля                                     |
| 2018 | 1 апреля                                   | 8 апреля                                      |
| 2019 | 21 апреля                                  | 28 апреля                                     |
| 2020 | 12 апреля                                  | 19 апреля                                     |
| 2021 | 4 апреля                                   | 2 мая                                         |
| 2022 | 17 апреля                                  | 24 апреля                                     |
| 2023 | 9 апреля                                   | 16 апреля                                     |
| 2024 | 31 марта                                   | 5 мая                                         |
| 2025 | 20 апреля                                  | 20 апреля                                     |
| 2026 | 5 апреля                                   | 12 апреля                                     |
| 2027 | 28 марта                                   | 2 мая                                         |
| 2028 | 16 апреля                                  | 16 апреля                                     |
| 2029 | 1 апреля                                   | 8 апреля                                      |
| 2030 | 21 апреля                                  | 28 апреля                                     |

Общее правило для расчёта даты Пасхи: «Пасха празднуется в первое воскресенье после весеннего полнолуния».
Весеннее полнолуние — первое полнолуние, наступившее не ранее дня весеннего равноденствия.
Обе пасхалии (александрийская и григорианская) основаны на этом принципе.
Дата Пасхи определяется из соотношения лунного и солнечного календарей (лунно-солнечный календарь).
Сложность вычисления обусловлена смешением независимых астрономических циклов и ряда требований:
- обращение Земли вокруг Солнца (дата весеннего равноденствия);
- обращение Луны вокруг Земли (полнолуние);
- установленный день празднования — воскресенье.

Для расчёта даты полнолуния в год Y требуется найти золотое число G — порядок года в 19-летнем цикле полнолуний (см. метонов цикл).
В 1 год н. э. золотое число G равнялось 2. Соответственно в год Y от н. э. (или от Р. Х. — Рождества Христова) золотое число G равно:
G = (остаток от деления Y/19) + 1.
Основание Луны — число, показывающее «возраст» луны на 1 марта, то есть количество дней, прошедших до 1 марта от предыдущей лунной фазы. Разница между основаниями последующих годов равна 11. Число дней лунного месяца равно 30.
Основание_Луны = остаток от деления (11 · G)/30.

Новолуние = 30 — Основание_Луны.
Полнолуние = Новолуние + 14.

Если полнолуние раньше 21 марта (3 апреля), то пасхальным считается следующее полнолуние (то есть к полученному числу добавляется 30 дней). Если пасхальное полнолуние выпадает на воскресенье, то Пасха празднуется в следующее воскресенье (то есть, к полученному числу добавляется 7 дней).
Так как восточные (православные, греко-католики и верующие древневосточных церквей) и западные (католики латинского обряда и протестанты) христиане используют разные пасхалии, рассчитанные по одинаковым правилам, даты получаются разными.
Согласно восточной традиции, Пасха рассчитывается по александрийской пасхалии. Таким образом, дата первого дня Пасхи (Неделя Пасхи) выпадает на один из 35 дней, в период с 22 марта по 25 апреля по юлианскому календарю (что в XX—XXI веках соответствует периоду с 4 апреля по 8 мая по н. ст.). Если Пасха совпадает с праздником Благовещения, который отмечают 25 марта (7 апреля), то она называется Кириопасха (Господня Пасха).
В Римско-католической и протестантских церквях дата Пасхи рассчитывается по григорианской пасхалии. В XVI веке Римско-католическая церковь провела календарную реформу, целью которой было приведение рассчитываемой даты Пасхи в соответствие с наблюдаемыми явлениями на небе (к этому времени старая пасхалия уже давала даты полнолуний и равноденствий, не соответствующие реальному положению светил). Новая пасхалия была составлена неаполитанским астрономом Алоизием Лилием и немецким монахом-иезуитом Христофором Клавием (Клавиусом).
Расхождение между датами Пасхи в восточных и западных церквях вызвано различием в дате церковных полнолуний и разницей между солнечными календарями (13 дней в XXI веке). Григорианская Пасха в около 30 % случаев совпадает с юлианской, в 45 % случаев опережает её на одну неделю, в 5 % — на 4 недели, в 20 % — на 5 недель; разницы в 2 или в 3 недели не бывает.
Григорианская Пасха иногда совпадает с Пасхой иудейской (например, в 1903, 1923, 1927, 1954, 1981 годах), а иногда бывает и раньше неё (в 1921, 1975, 2005, 2008, 2016 годы — на месяц раньше иудейской), что в православной пасхалии не допускается, как нарушающее последовательность евангельских событий. В александрийской пасхалии Пасха в силу её астрономического запаздывания всегда позже иудейской.

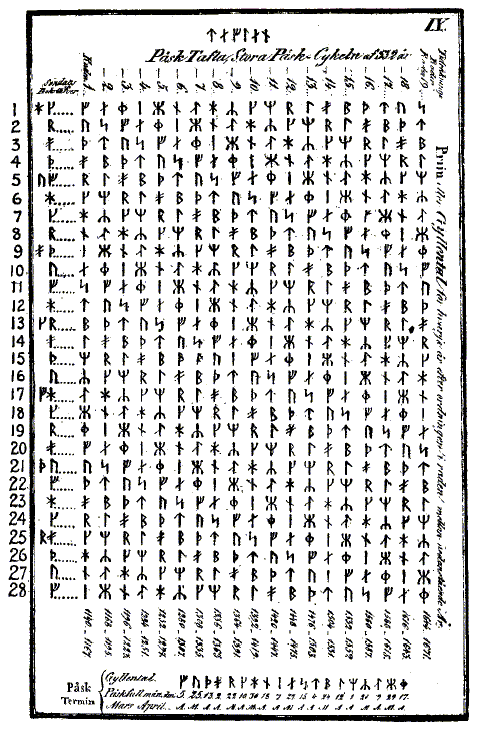
Вечный календарь из Швеции, предназначенный для вычисления дня Пасхи в период 1140—1671 по юлианскому календарю. Каждая руна соответствует определённому номеру недели, на которую будет приходиться праздник

В операционных системах, подобных UNIX, рассчитать день Пасхи может программа ncal. Алгоритм расчёта даты Пасхи можно посмотреть в исходном коде программы. Пример:
```
# рассчитать и вывести

# дату западной Пасхи

# в указанный год

ncal
 
-e
 
2016

# рассчитать и вывести

# дату восточной Пасхи

# в указанный год

ncal
 
-o
 
2016

```

Если год не указать, программа рассчитает дату Пасхи для текущего года.

## Пасха в церковном году
Дата Пасхи определяет дату в данном году переходящих праздников, отмечаемых в последовательности евангельских событий:
- Лазарева суббота;
- Вход Господень в Иерусалим — за неделю до Пасхи[46]:

Народ, зная о чудесном воскрешении Лазаря, торжественно встречает Иисуса как грядущего Царя (Ин. 12:12);
- Страстная Седмица — неделя перед праздником Пасхи:
  - Великий четверг — Христос устанавливает Таинство Евхаристии в Сионской горнице в Иерусалиме. Синоптические Евангелия описывают этот день как день опресноков, то есть иудейскую Пасху (Песах). Евангелие от Иоанна и дальнейшие события других Евангелий показывают, что иудеи Иерусалима праздновали Пасху после дня казни Христа, то есть двумя днями позже. Одно из объяснений, также с учётом кумранских находок, предполагает, что календарь Галилеи отставал на два дня от иерусалимского. Таким образом, на Тайной Вечере ветхозаветный Песах — агнец, вино и опресноки мистически связывается с новозаветной Пасхой — Христом, Его Телом и Кровью[47];
  - Страстная пятница — по традиции перед праздником Песах Понтий Пилат хотел отпустить одного узника, в надежде что народ будет просить за Иисуса. Однако подстрекаемый первосвященниками народ требует отпустить Варавву. Иоанн подчёркивает, что распятие происходит в день Пасхи, так как заклание пасхального жертвенного агнца в ветхозаветную Пасху (Песах) есть прообраз Пасхи новозаветной — заклания Христа как Агнца Божьего за грехи мира. Как кости пасхального агнца (перворождённого и без порока) не должны быть преломлены, так и Христу не перебивают голени, в отличие от других казнённых. Иосиф Аримафейский и Никодим, попросив у Пилата погребения тела Иисуса, обвивают его плащаницей, пропитанной благовониями, и кладут в ближайший гроб — пещеру до наступления субботнего покоя. При погребении присутствуют Мария Магдалина и «другая Мария»;
  - Великая суббота — первосвященники, вспомнив, что Христос говорил о своём воскресении на третий день, несмотря на текущий праздник и субботу, обращаются к Пилату поставить стражу на три дня, чтобы ученики не украли тело, изобразив тем самым воскресение учителя из мёртвых. Православные христиане к чудесным свидетельствам Пасхи относят схождение Благодатного Огня в храме Гроба Господня в Иерусалиме, которое происходит в Великую субботу перед православной Пасхой.

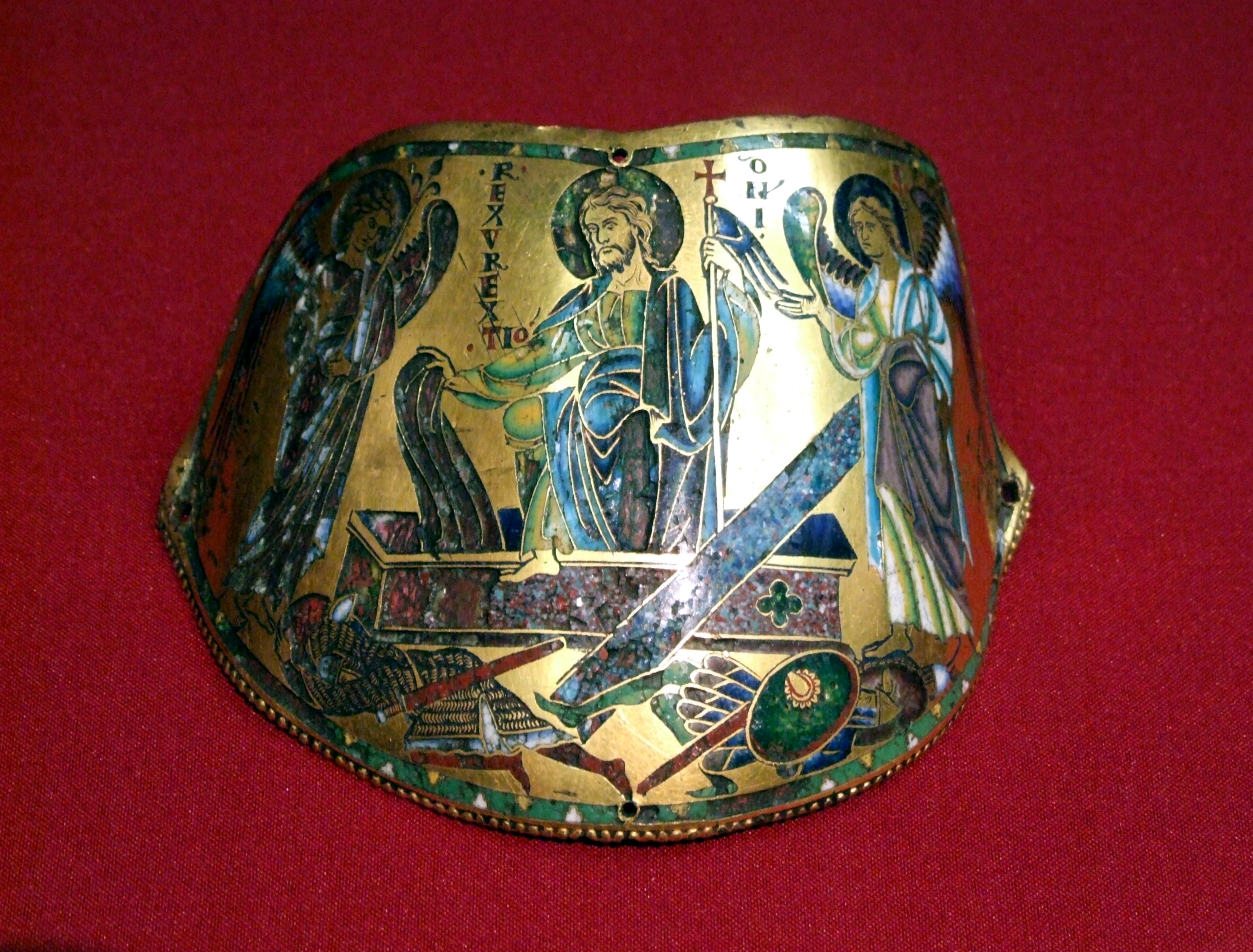
Эмалевая миниатюра «Воскресение Христово» (наплечник Андрея Боголюбского, ок. 1170—1180)

- Пасха — Светлое Христово Воскресение:

Воскресение Христово (первый день после субботы) — после субботнего покоя ко гробу идут жёны-мироносицы. Перед ними ко гробу сходит Ангел и отваливает от него камень, происходит землетрясение, а стража повергается в страх. Ангел говорит жёнам, что Христос воскрес, и предварит их в Галилее. Явление Христа ученикам;
- Антипасха в православии, Октава Пасхи в католицизме — явление воскресшего Христа ученикам на 8-й день Пасхи и уверение Фомы:

Спустя 8 дней (Антипасха, Фомина Неделя) Христос вновь является ученикам, среди которых Фома, через затворённую дверь. Иисус говорит Фоме, чтобы тот вложил пальцы в раны, дабы убедиться в реальности воскресшего тела. Фома восклицает «Господь мой и Бог мой!»
Христос продолжает являться ученикам в течение сорока дней после своего Воскресения, в частности, на море Тивериадском (в Галилее) при ловле рыбы (о чём сообщает Иоанн Богослов), а также более чем пяти сотням свидетелей (1Кор. 15:6);
- Вознесение Господне — сороковой день после Пасхи:

На сороковой день после Воскресения Иисус возносится на небо, благословляя апостолов;
- Пятидесятница — пятидесятый день после Пасхи (в православии совпадает с Днём Святой Троицы)[48]:

На пятидесятый день после Воскресения апостолы по обещанию Господа получают дары Святого Духа.

## Пасхальные традиции
Практически все пасхальные традиции возникли в богослужении. Даже размах пасхальных народных гуляний связан с разговением после Великого поста — времени воздержания, когда все праздники, семейные в том числе, переносились на празднование Пасхи.

### Пасхальное богослужение
В Пасху как в важнейший праздник церковного года совершается особо торжественное богослужение с Литургией. 66-е правило Трулльского собора предписывает верным во дни Светлой седмицы «наслаждаться Святыми Тайнами», что, по мнению Вальсамона, говорит о том, что верные должны быть в это время готовы, по возможности, к ежедневному причащению. В первые века христианства Пасха была крещальным днём большинства оглашенных, которые после подготовительного Великого поста принимали крещение в этот радостный день.
В Церкви с древних времён сложилась традиция совершения Пасхального богослужения ночью; или в некоторых странах (например, Сербии) ранним утром — с рассветом. В Дидахе описаны пасхальные молитвы, совмещённые с евхаристическими.

### Пасхальное приветствие
Начиная с пасхальной ночи и последующие сорок дней (до отдания Пасхи) принято «христосоваться», то есть приветствовать друг друга словами:
Христо́с воскре́се!
Отвечать на них следует:
Вои́стину воскре́се!
При этом троекратно целуясь. Этот обычай идёт с апостольских времён:

Приветствуйте друг друга с целованием святым.
— Рим. 16:16
Также в 1Пет. 5:14, 1Кор. 16:20.

### Пасхальный огонь

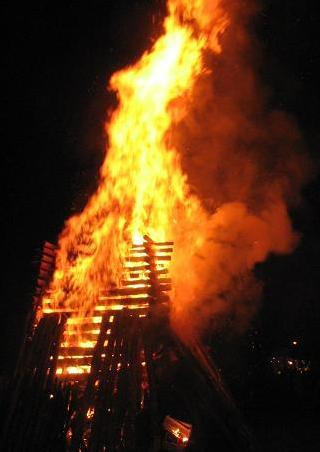
Пасхальный костёр. Бранденбург

Пасхальный огонь играет большую роль в богослужении. Он символизирует «Свет Божий, просвещающий все народы» после воскресения Иисуса Христа. В крупных городах Греции и РФ в православных храмах ждут Благодатного огня от Храма Гроба Господня. После прибытия из Иерусалима благодатного огня священники торжественно разносят его по храмам города. Христиане тут же зажигают от него свои свечи. После богослужения некоторые уносят лампаду с огнём домой, где стараются поддерживать его в течение года.

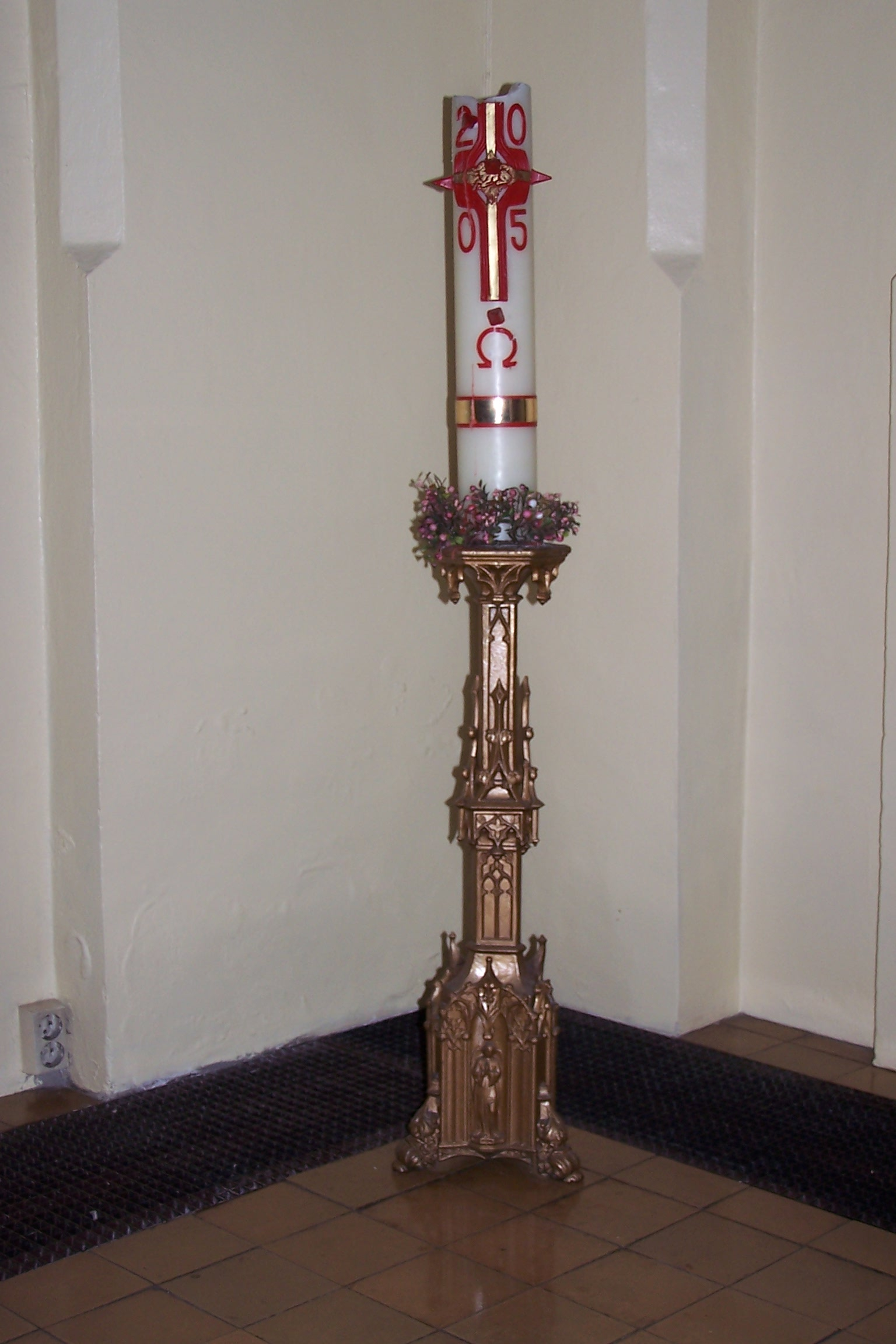
Пасхал

В католической традиции перед началом Пасхального богослужения зажигают Пасхал — особую пасхальную свечу, огонь от которой раздают всем христианам, после чего богослужение начинается. Эта свеча зажигается на всех богослужениях Пасхальной недели.

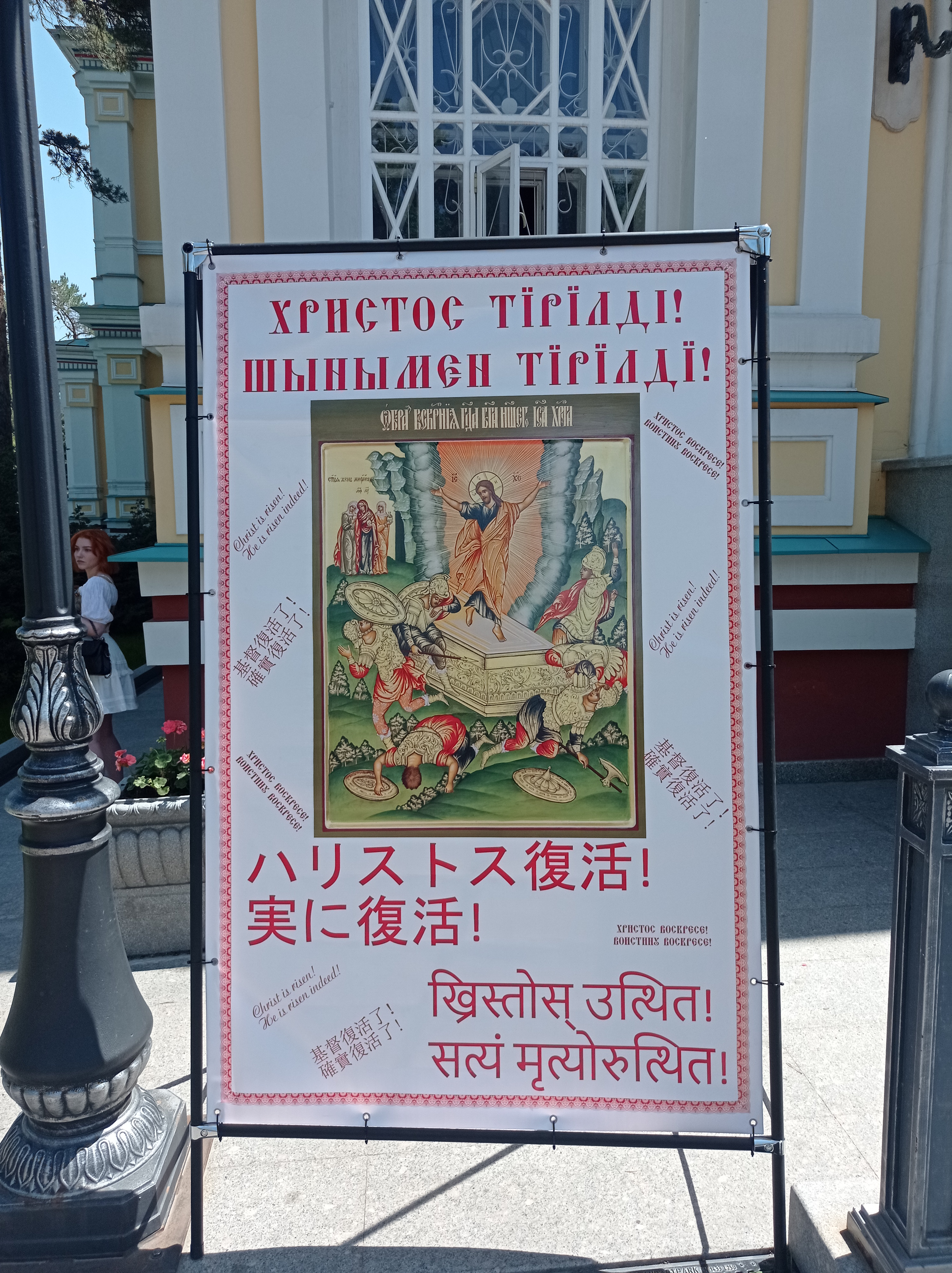
Пасхальный плакат с текстом на казахском, японском, хинди и других языках у стен Вознесенского собора, г. Алма-Ата, Казахстан

### Пасхальная трапеза
В течение Великой субботы (что обычно для крупных приходов) и после пасхального богослужения (что возможно в небольших сельских храмах) происходит освящение приготовленных к праздничному столу куличей, творожных пасх и пасхальных яиц. В Русской православной церкви освящение сопровождается «молитвой во еже благословити сыр и яйца» (то есть на освящение сыра и яиц). Особой молитвы на освящение куличей нет.

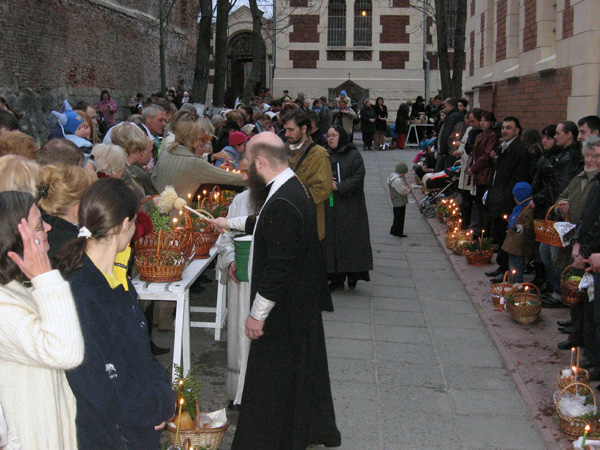
Освящение куличей на Пасху. Православный храм. Львов
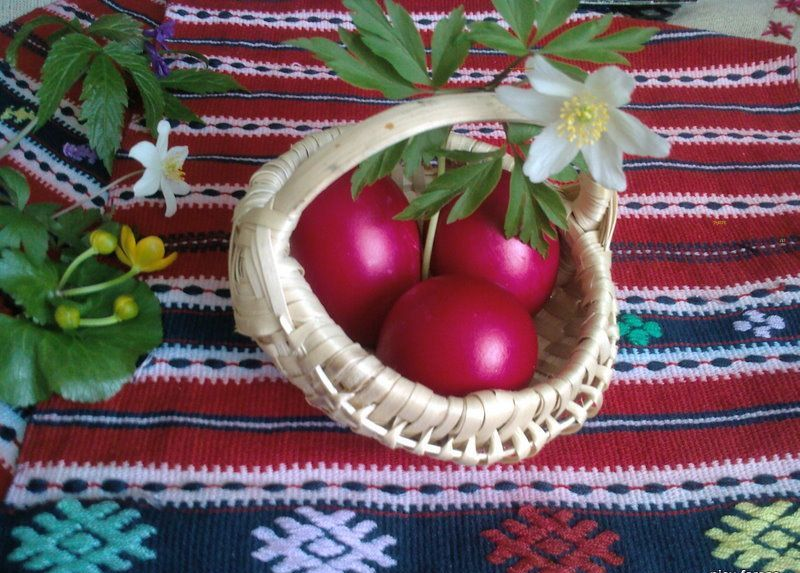
Пасхальные яйца
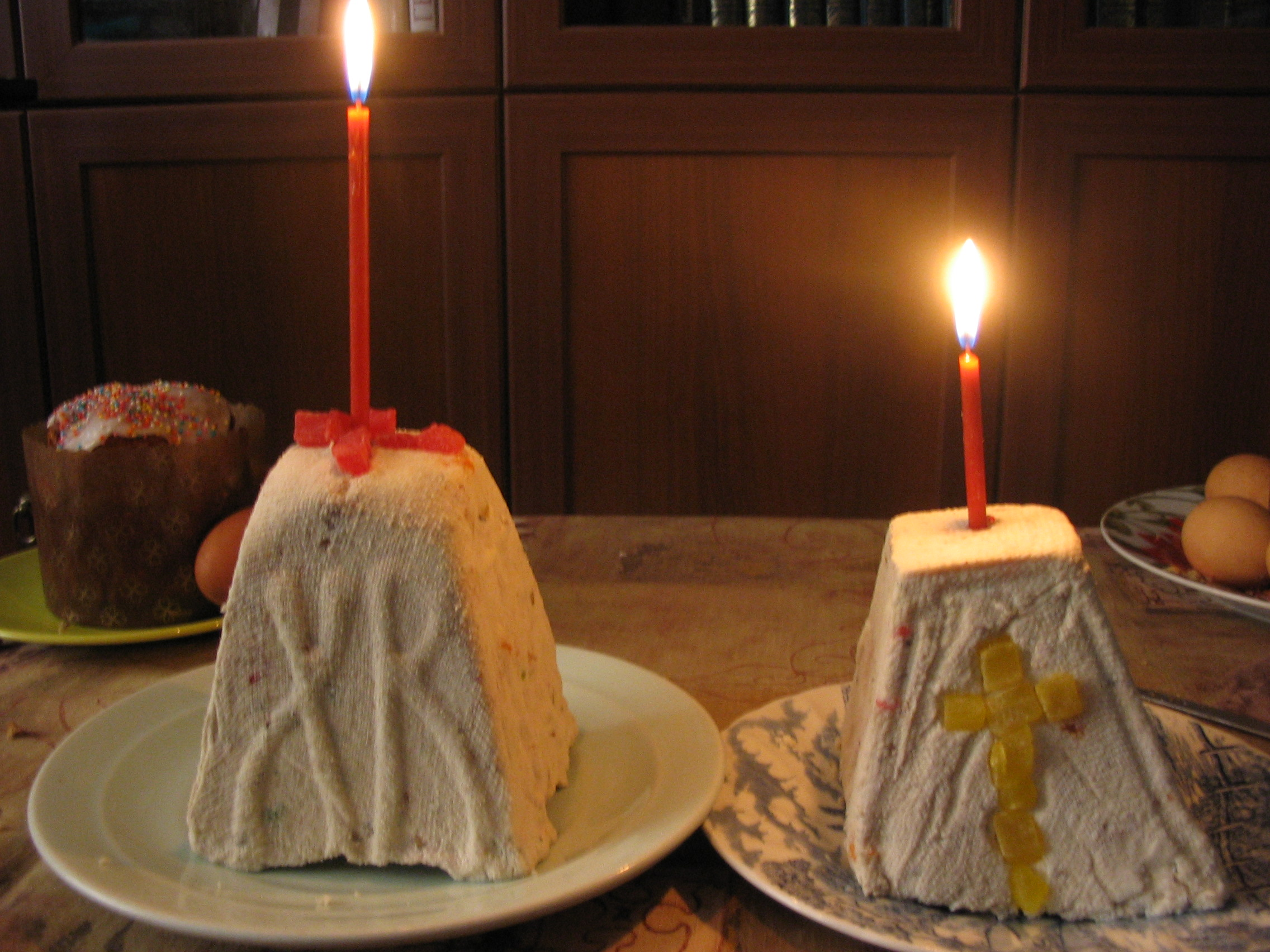
Творожные пасхи

Пасхальное яйцо в христианской традиции обозначает Гроб Господень, яйцо, хотя снаружи выглядит мёртвым, внутри содержит новую жизнь, которая выйдет из него, и поэтому яйцо служит
«символом гроба и возникновения жизни в самых недрах его».
В православной традиции обычай дарить яйца связывают с преданием о яйце, подаренном Марией Магдалиной императору Тиберию.
Согласно изложению Димитрия Ростовского, святая равноапостольная Мария Магдалина нашла возможность явиться к императору и подарила ему яйцо, окрашенное в красный цвет, со словами: «Христос воскрес!» Выбор яйца как подарка, согласно святителю Димитрию, был вызван бедностью Марии, которая, однако, не захотела явиться с пустыми руками, цвет же яйца был призван привлечь внимание императора.
В ином варианте изложения говорится о том, что сначала яйцо было совершенно обычным и что император, усомнившись в странном известии о воскресении, сказал, что как яйцо не может из белого стать красным, так и мёртвые не воскресают, — и яйцо покраснело у него на глазах.
Хотя яйца красят в разные цвета, именно красный является традиционным, он символизирует кровь распятого Христа (вообще красный цвет характерен для Пасхи. В частности, таков цвет богослужебных облачений этого праздника).
В православной традиции с Пасхой связан а́ртос — особый хлеб, используемый в богослужении Светлой седмицы, который в русской приходской практике освящается в конце Пасхальной литургии, после заамвонной молитвы. Этот хлеб на протяжении всей Светлой Седмицы находится в храме и раздаётся христианам после литургии в Светлую субботу. «В России распространён обычай не потреблять артос полностью в этот день, а хранить его дома для вкушения натощак», что происходит в особых случаях, например, при болезни.
Приготовление пасхального стола стараются закончить в Великий четверг, чтобы ничто не отвлекало от служб Страстной пятницы, дня выноса Святой Плащаницы и молитвы (на практике, конечно же, это редко соблюдается).

### Пасхальный крестный ход
Непосредственно перед Пасхой верующие собираются в храме, откуда в полночь начинается крестный ход с громким пением стихиры праздника. Затем шествие подходит к дверям храма и начинается богослужение пасхальной утрени.
В Римско-католической церкви крестный ход совершается в богослужение навечерия Пасхи, однако не перед литургией, а после неё. Крестный ход на Пасху не следует путать с богослужением Крестного пути, особым католическим великопостным богослужением в воспоминание Страстей Господних.

### Пасхальный звон

#### Россия
На Страстной седмице колокольный звон раздаётся до Великой пятницы включительно. На вечернем пятничном богослужении, когда служат утреню Великой субботы и совершается чин погребения, также звонят. После размещения Плащаницы в центре храма раздаётся трезвон, а затем, по существующей в настоящее время традиции, колокола молчат «до полунощницы Великой субботы, то есть до благовеста к пасхальной службе».
Лишь на Светлой Седмице церковный устав позволяет звонить в колокола в небогослужебное время. Традиция открывать колокольни для всех желающих, как полагают, к XIX веку в России уже существовала. Второе рождение она получила в 1990-е годы, однако сейчас трудно найти храм, в котором допустят к колоколам без сопровождения, поскольку подобный шаг может быть опасен как для звонящих, так и для колоколов, и для системы управления ими, и для прочего оборудования звонницы.

#### Другие страны
Во Франции также существует традиция молчания колоколов, которое длится со дня Великой пятницы «и вплоть до торжественного празднования Воскресения Спасителя». Если в это время маленькие дети спрашивают у старших о причине молчания колоколов, им принято отвечать: «улетели в Рим».

### Другие обычаи
Звуковое сопровождение праздника может иметь и символический смысл. К примеру, некоторые церкви Греции, после того как в Евангелии начнут читать о землетрясении в Иерусалиме, наполняются шумом, поскольку прихожане устраивают рукотворное «землетрясение», которое «символизирует отверстие гроба при воскресении Христа»: они «начинают колотить палками по деревянным лестницам, а пожилые гремят сиденьями скамеек», при этом паникадила раскачиваются из стороны в сторону.

## Народные традиции Пасхи

### Славянские обычаи

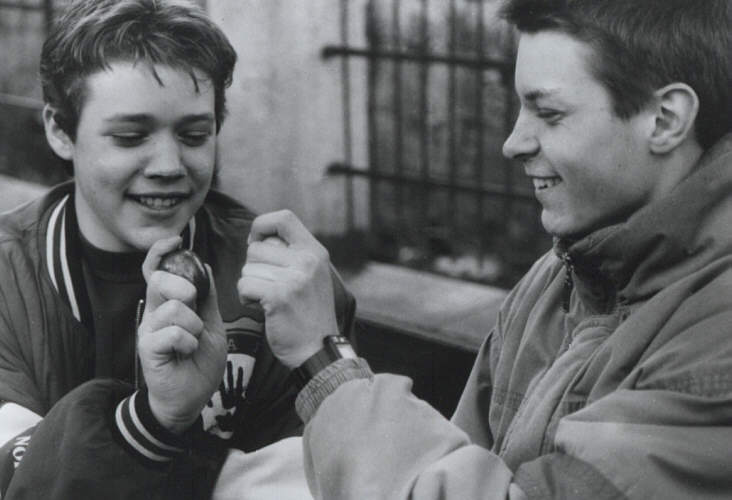
«Христосование» пасхальными яйцами

Вечером Пасхи прямо на церковном дворе начинались народные гулянья. В императорской России народные гулянья с хороводами, играми, качелями продолжались в разных местностях от одного дня до двух-трёх недель и назывались Красная горка.
В Сербии и России пасхальными яйцами «христосовались» — разбивая по очерёдности разные концы, так же как люди целовались трижды в щёки. Дети устраивали «покатушки», то есть у кого пасхальные яйца дальше укатятся. Пасхальные яйца в России катали по земле, чтобы она была плодородной.

### Западноевропейские обычаи

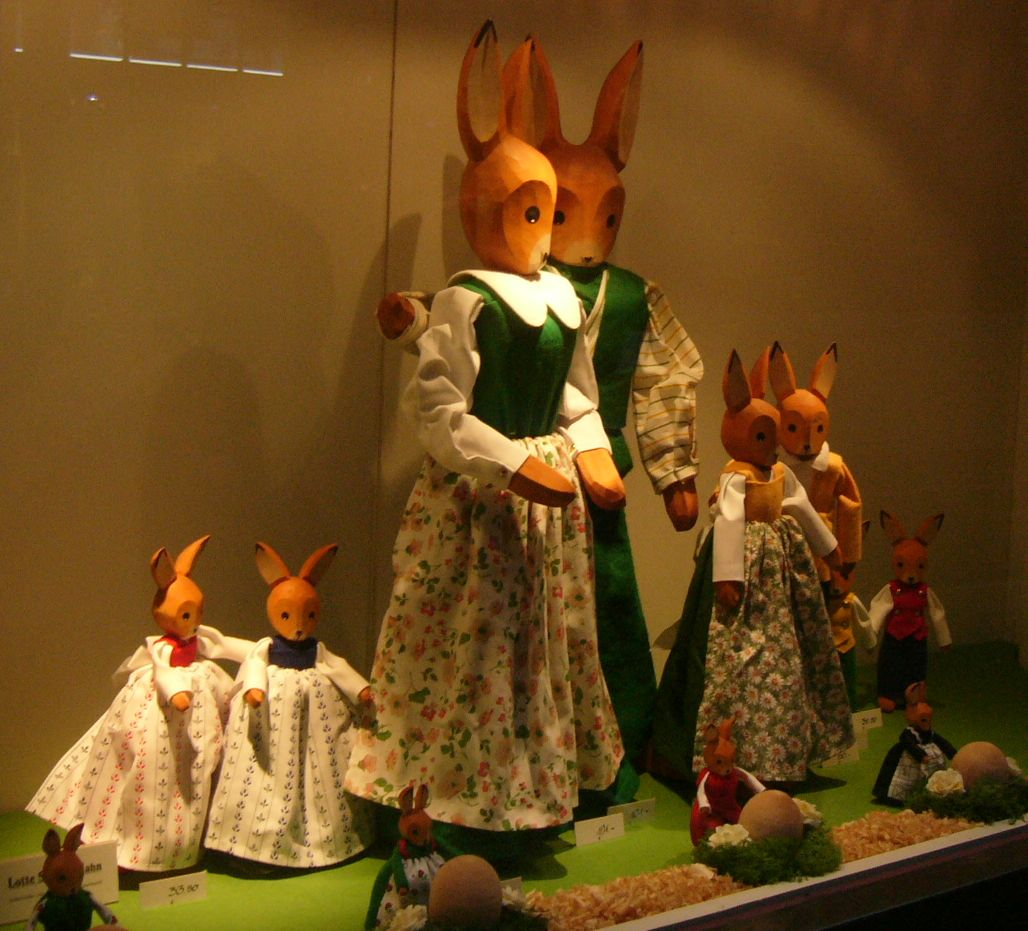
Семья пасхальных зайцев. Бремен

В некоторых странах Запада существует обычай утром Пасхи прятать пасхальные яйца. Дети по пробуждении тут же бросаются обыскивать весь дом. Так как яйца берутся неизвестно откуда, то в итоге малыши обнаруживают «гнездо» пасхального зайца со множеством разноцветных яиц. Пасхальный заяц как символ плодородия и богатства стал символом Пасхи в Германии с XVI века и с тех пор распространился по всему миру. В виде зайчиков делают игрушки и сладости, а также сувениры, составляющие порой целые семейства или разные профессии.
В немецкоязычной Европе распространён обычай украшения дома пасхальным букетом.

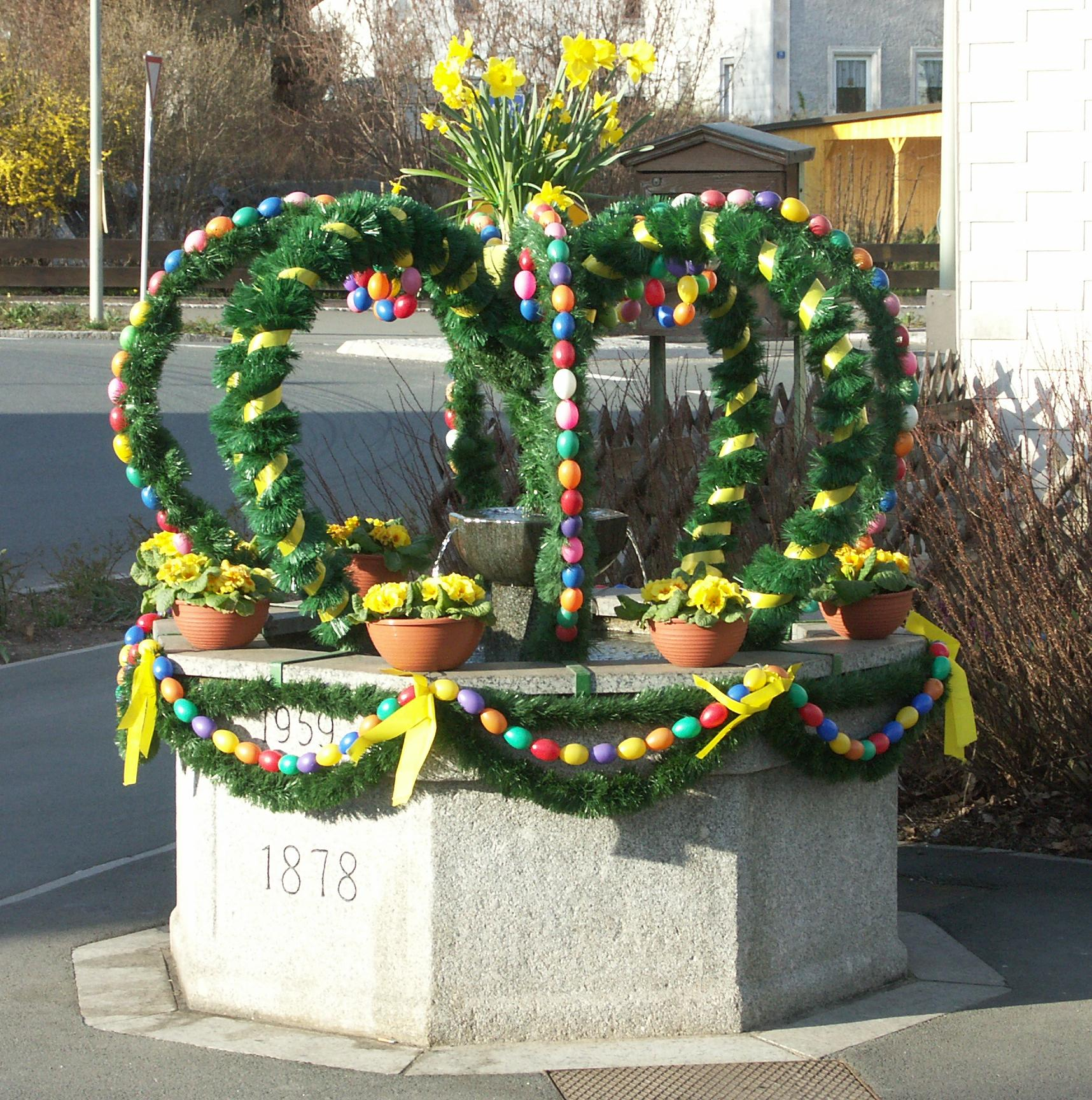
Пасхальные ручьи. Германия

## Святые отцыо Пасхе

### Григорий Богослов

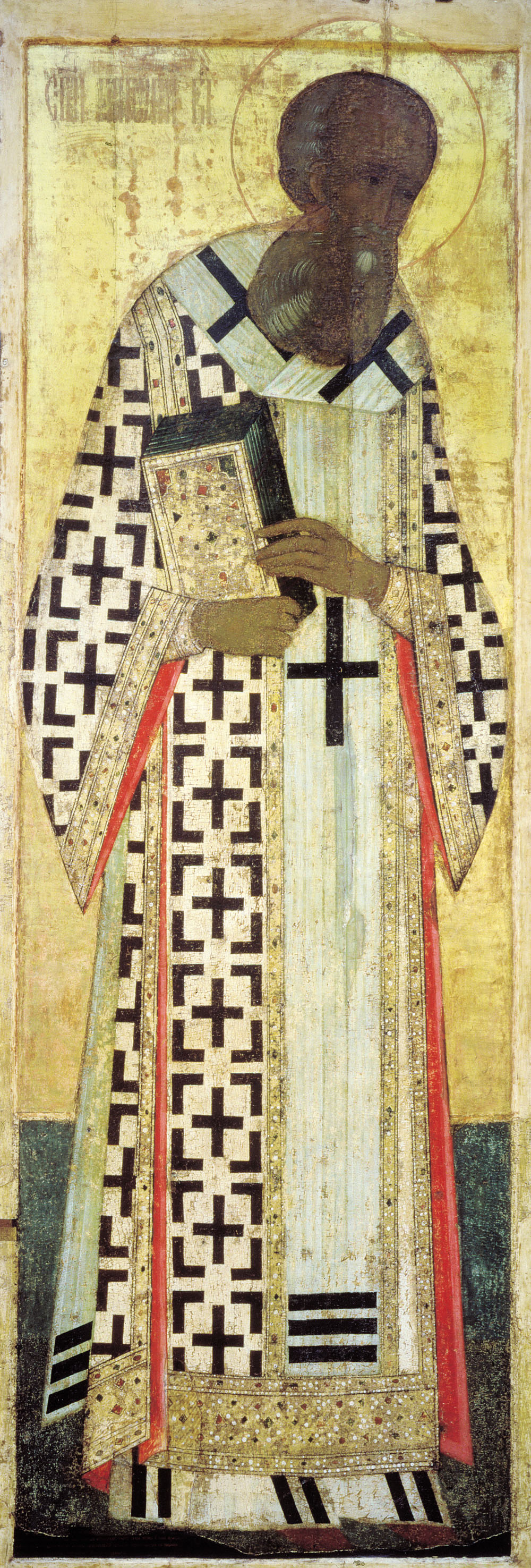
Святитель Григорий Богослов

Григорий Богослов: «С ними и я (о если бы иметь мне и голос достойный ангельской песни, и оглашающий концы мира!) вещаю вам так: Пасха! Господня Пасха! и ещё скажу в честь Троицы: Пасха! Она у нас праздников праздник и торжество торжеств; столько превосходит все торжества, не только человеческие и земные, но даже Христовы и для Христа совершаемые, сколько солнце превосходит звёзды. …ныне празднуем самое воскресение, не ожидаемое ещё, но уже совершившееся и примиряющее собою весь мир.
Но причастимся Пасхи, ныне пока прообразовательно, хотя и откровеннее, нежели в Ветхом Завете. Ибо подзаконная Пасха (осмеливаюсь сказать, и говорю) была ещё более неясным прообразованием прообразования. А впоследствии и скоро причастимся совершеннее и чище, когда Слово будет пить с нами сие „новое вино в Царстве Отца“ (Мф. 26:29), открывая и преподавая, что ныне явлено Им в некоторой мере; ибо познаваемое ныне всегда ново. В чём же состоит это питие и это вкушение? — Для нас в том, чтобы учиться, а для Него, чтобы учить и сообщать ученикам Своим слово; ибо учение есть пища и для питающего».
Этот же святитель пишет о фонетическом изменении слова Пасха: «некоторые названия из неясных изменены в яснейшие, или из грубых в благоприличнейшие; то же усматриваем и здесь. Ибо некоторые, приняв слово сие за наименование спасительного страдания, потом приспособив к эллинскому языку, по переменении Ф на П, и К на X, наименовали день сей Пасхою. А привычка к изменённому слову сделала его употребительнейшим; потому что оно нравилось слуху народа, как речение более благочестное».
Он же является одним из основателей типологического и духовного толкований Библии, для которых характерно рассматривать исторические события Ветхого Завета как прообразы событий Нового Завета и как аллегорическое изображение жизни христианина. Так, события ветхозаветного Песаха — исхода евреев из Египта представляются как наиболее ёмкие прообразы Воскресения Христа, в частности:

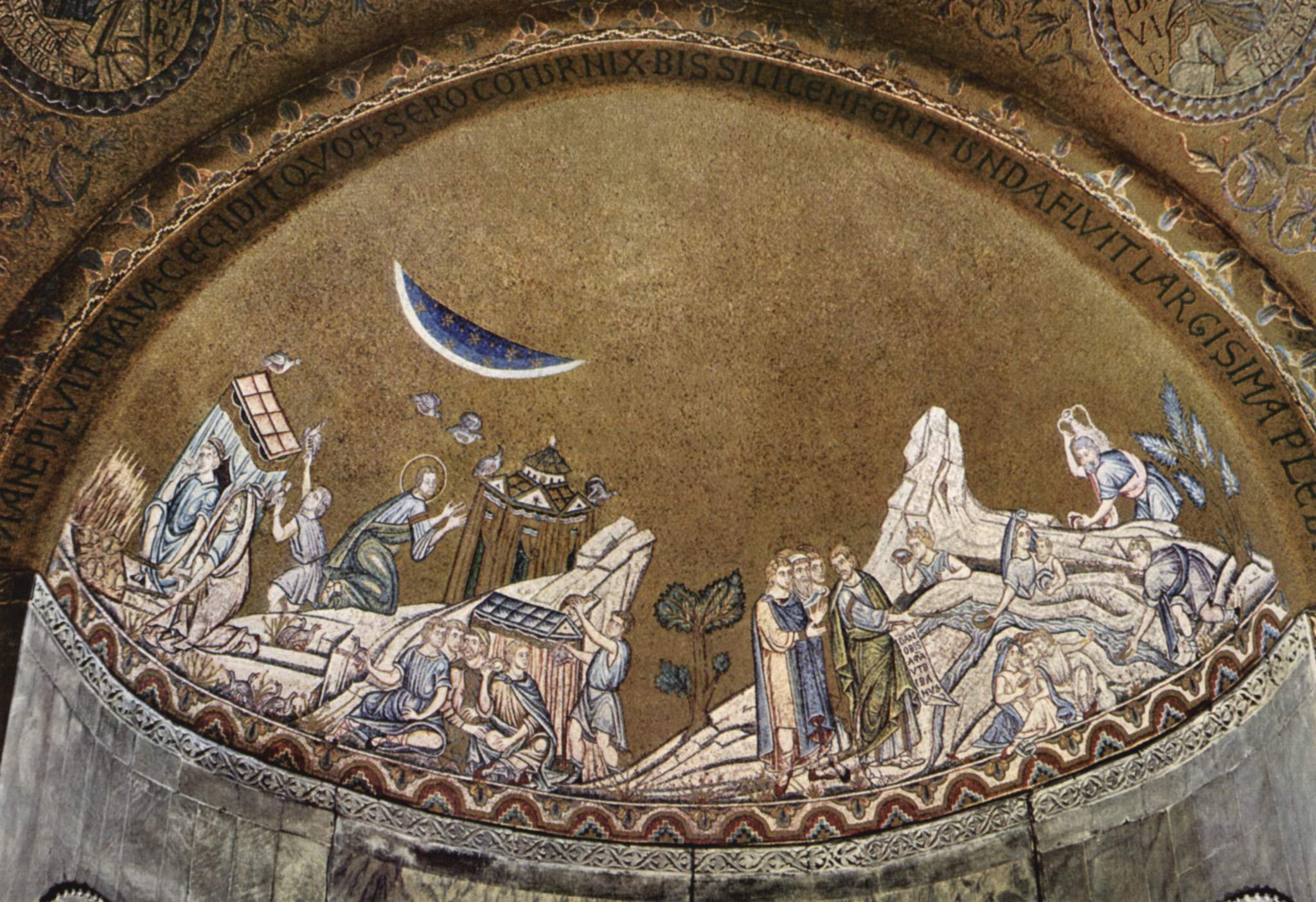
Чудо Исхода. Византийская мозаика в Сан-Марко, Венеция, XIII век

- спасение еврейских первенцев рассматривается в качестве прообраза спасения всех людей Кровью Христа как Агнца, закланного за грехи мира[69];
- Особо толкуется ритуал совершения Песаха — как агнец берётся совершенный и без порока, так и Христос незлобен, не имеет греха и совершен по человеческому естеству; как агнец может быть взят от коз, а не только от овец, так и Христос умирает не столько за праведников, сколько за грешников;
- С другой стороны, прообразом самого пасхального (избавительного) агнца является овен (баран), которого обнаружил Авраам на горе «Бог узрит» (Быт. 22:1—18). Жертвоприношение Исаака Авраамом толкуется как прообраз жертвы Бога-Сына Отцом, а избавление Исаака символизирует Воскресение.
- Прохождение через стихию, как, например, переход евреев через море и погубление фараона, также толкуется как прообраз воскресения, обновления, перехода из старого «плотского» Египта в новую жизнь. То же относится к первому празднованию Песаха после перехода через пустыню перед входом в Землю обетованную.

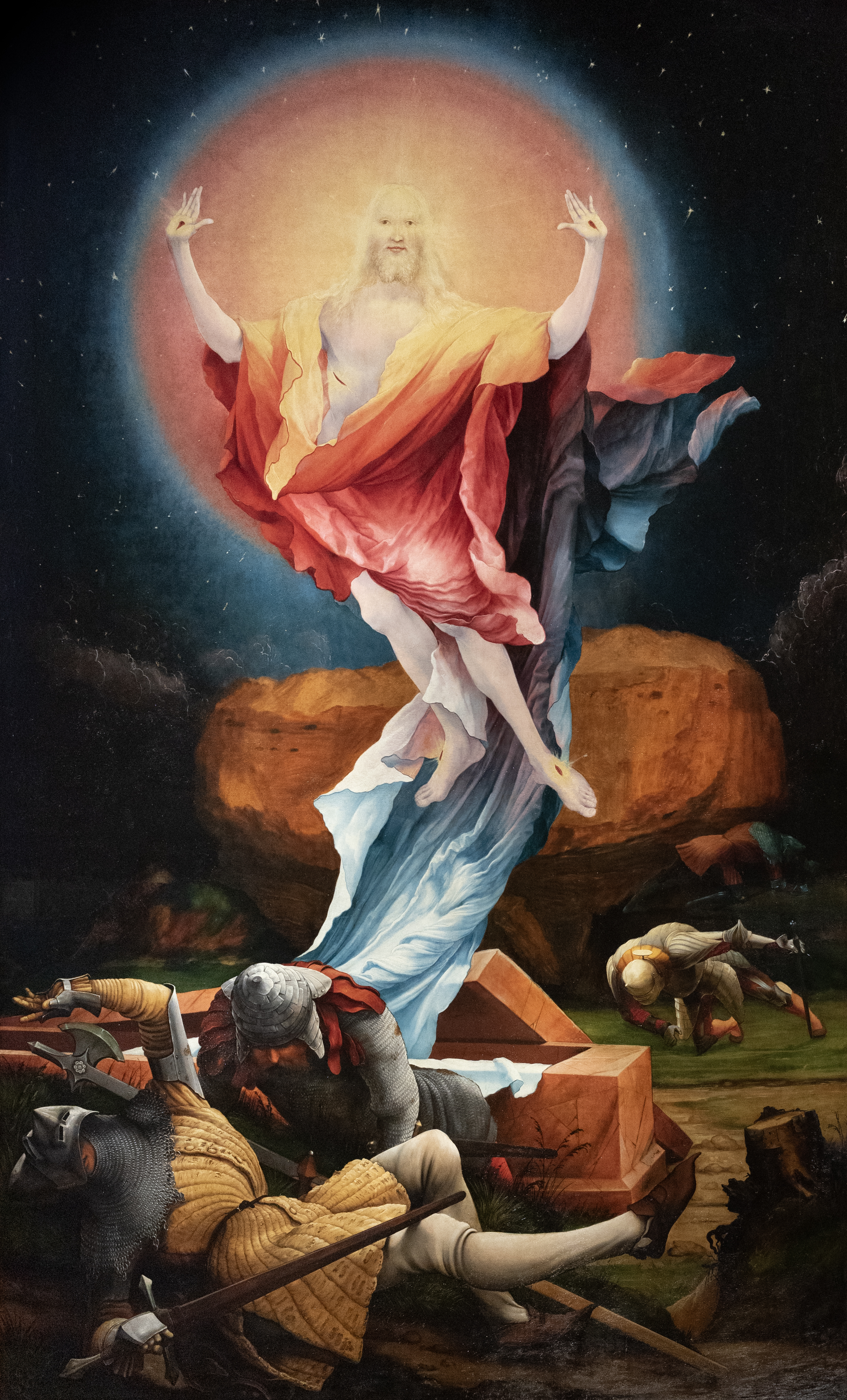
Воскресение Христа. М. Грюневальд, створка Изенгеймского алтаря. 1512—1516

### Другие авторы
- Мелитон Сардийский (ритмичный стих): «О таинство новое и неизречённое! Заклание овцы сделалось спасением Израиля, и смерть овцы стала жизнью народа, и кровь отпугнула ангела. Скажи мне, о ангел, чего испугался ты? Овечьего заклания или Господней жизни, смерти овцы или образа Господа, крови овцы или Духа Господня? Ясно, что ты испугался, видя таинство Господне, происшедшее в овце, жизнь Господню в заклании овцы, образ Господа в смерти овцы… Услышьте о силе таинства! Когда-то заклание овцы было драгоценно, ныне же оно обесценилось из-за Господней жизни;
Что такое Пасха? Ибо она называется этим именем от случившегося: от pathein („претерпевать“) произошло paschein („страдать“, или „праздновать Пасху“). Итак, научитесь, кто страдает, и кто сострадает страждущему, и для чего Господь сошёл на землю: чтобы, облекшись в страждущего, восхитить его превыше небес»[70].

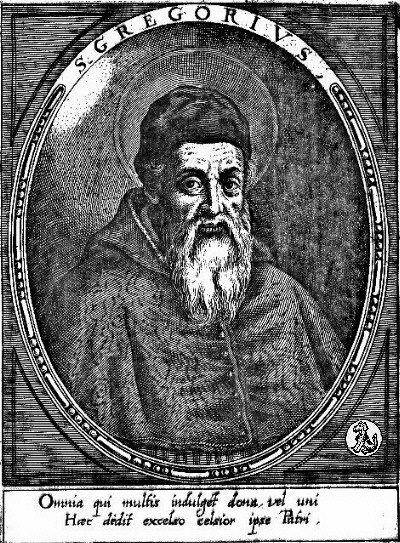
Святитель Григорий Нисский

- Григорий Нисский: «Как новый, только что образовавшийся рой пчёл, в первый раз вылетающий из пчельника на свет и воздух, весь вместе садится на одной ветви дерева, так и в настоящий праздник все члены семейств отовсюду собираются в свои дома. И поистине справедливо сравнивают настоящий день с днём будущего воскресения, потому что тот и другой собирает людей; только тогда соберутся все вместе, а теперь, собираются по частям. Что же касается радости и веселия, то по всей справедливости можно сказать, что настоящий день радостнее будущего: тогда по необходимости будут плакать те, коих грехи обличатся; ныне, напротив, нет между нами печальных. Ныне и праведник радуется и неочистивший свою совесть надеется исправиться покаянием. Настоящий день облегчает всякую скорбь, и нет человека так печального, который не находил бы утешения в торжестве праздника.
Бедные, примите с любовью день сей, питающий вас. Расслабленные и увечные, приветствуйте день сей, врачующий ваши болезни. В нём сокрыта надежда вашего воскресения, которая побуждает ревновать о добродетели и ненавидеть порок; ибо с уничтожением мысли о воскресении у всех будет одна господствующая мысль: „Станем есть и пить, ибо завтра умрём!“ (1Кор. 15:32)»[71].
- Лев Великий: «Итак, поскольку через сорокадневное воздержание мы пожелали достичь того, чтобы хоть в какой-то мере во время страдания Господа ощутить Его крест, мы должны стремиться, чтобы нам оказаться также участниками и воскресения Христова и, ещё находясь в этом теле, перейти от смерти к жизни. Ведь для каждого человека, который меняется и становится из одного другим, конец — не быть тем, кем он был, и начало — быть тем, кем он не был. Но важно, для кого человек умрёт и для кого будет жить, ведь есть смерть, ведущая к жизни, и есть жизнь, ведущая к смерти. И не где-то, а в этом преходящем веке можно обрести и то, и другое; и от того, как мы поступаем во времени, зависит различие вечных воздаяний. Итак, нужно умереть для диавола, а жить для Бога; нужно устраниться от несправедливости, чтобы восстать для правды. Пусть падёт ветхое, чтобы появилось новое. И поскольку, как говорит Истина, „никто не может служить двум господам“ (Мф. 6:24), да будет не тот господином, кто подтолкнул стоящих к падению, но Тот, Кто воздвиг повергнутых для славы»[72].
- Исихий Иерусалимский: «Наша священная и царственная труба объединила нас на этом собрании, труба, которую наполнил Вифлеем и воспламенил Сион, для которой молотом был Крест, а наковальней — Воскресение… Как мёртвого погребал Его Иосиф, но, погребённый как человек, Он, как Бог, обезоружил смерть»[73].
- Феодор Студит: «Почему же мы с таким нетерпением ждём Пасхи, которая приходит и уходит? Не праздновали ли мы её множество раз и раньше? И эта придёт и уйдёт — в настоящем веке нет ничего постоянного, но дни наши проходят как тень, и жизнь бежит подобно тому, как скачет гонец. И так до тех пор, пока мы не достигнем конца настоящей жизни.
 Что же, — спросит кто-нибудь, — не нужно радоваться Пасхе? — Нет, наоборот, давайте радоваться ей намного больше — но той Пасхе, которая происходит каждый день. Что это за Пасха? — Очищение грехов, сокрушение сердца, слёзы бдения, чистая совесть, умерщвление земных членов: блуда, нечистоты, страстей, недобрых желаний и всякого иного зла. Кто удостоится достичь всего этого, тот празднует Пасху не один раз в году, но каждый день»[74].

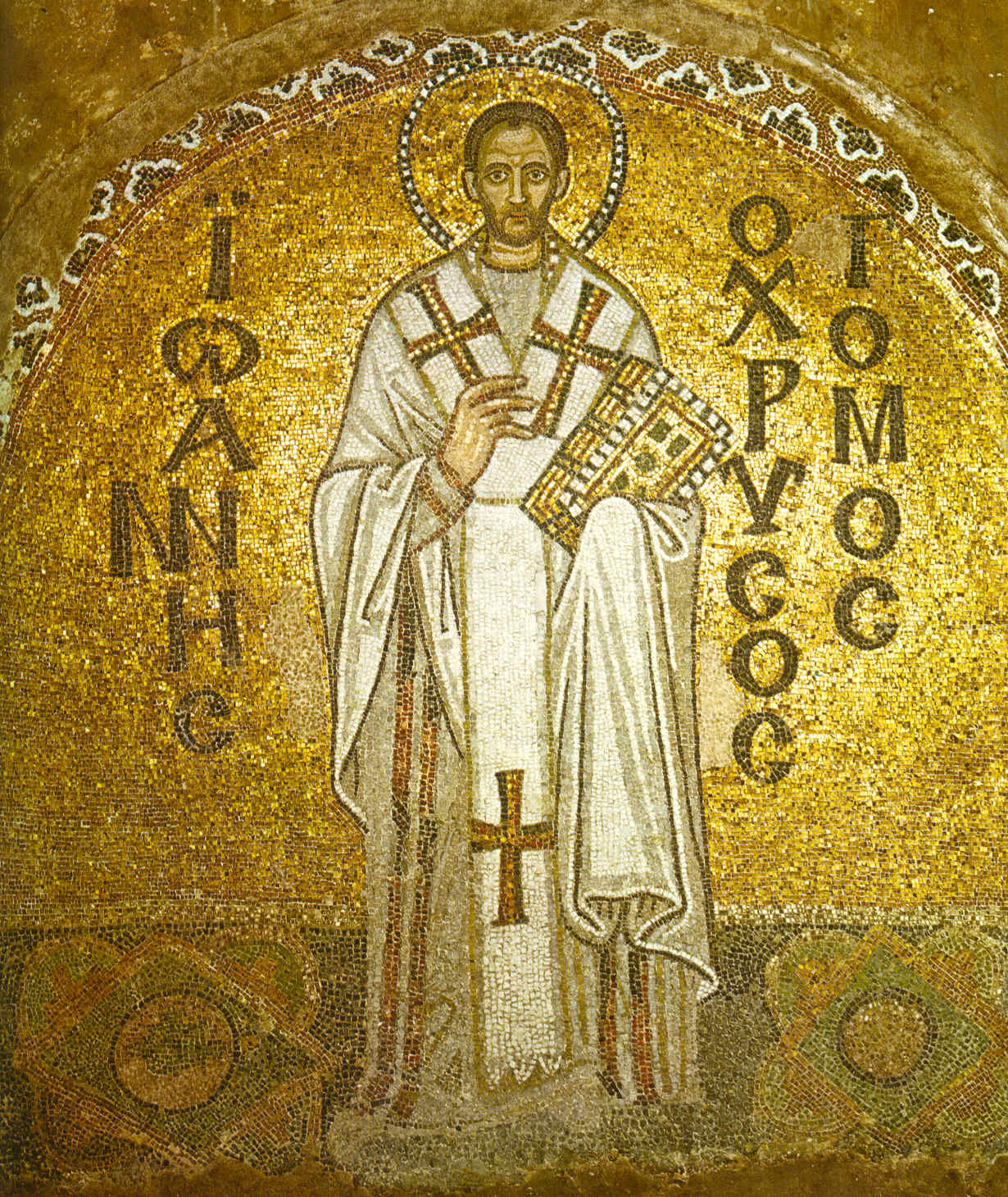
Святитель Иоанн Златоуст

- Иоанн Златоуст: «Итак, все войдите в радость Господа нашего; и первые и вторые получите награду; богатые и бедные ликуйте друг с другом; воздержные и нерадивые почтите этот день; постившиеся и непостившиеся веселитесь ныне. Трапеза обильна, — насыщайтесь все; телец велик, — никто пусть не уходит голодным; все наслаждайтесь пиршеством веры; все, пользуйтесь богатством благости. Никто пусть не жалуется на бедность; ибо открылось общее царство. Никто пусть не плачет о грехах; ибо из гроба воссияло прощение. Никто пусть не боится смерти; ибо освободила нас смерть Спасителя. Он истребил её, быв объят ею; Он опустошил ад, сошедши во ад; огорчил того, который коснулся плоти Его. Об этом и Исаия, предузнав, воскликнул: „Ад“, — говорит он, — „огорчился“ (Ис. 14:9). Он огорчился, ибо стал праздным; огорчился, ибо посрамлён; огорчился, ибо умерщвлён; огорчился, ибо низложен; огорчился, ибо связан. Он взял тело, и нашёл в нём Бога; взял землю, и сретил в ней небо; взял то, что видел, и подвергся тому, чего не видел. „Смерть! где твоё жало? ад! где твоя победа?“ (1Кор. 15:55). Воскрес Христос, — и ты низложился; воскрес Христос, — и пали бесы; воскрес Христос, — и радуются ангелы; воскрес Христос, — и водворяется жизнь; воскрес Христос, — и мёртвого ни одного нет во гробе. Ибо Христос, воскресший из мёртвых, — „первенец из умерших“ (1Кор. 15:20). Ему слава и держава во веки веков. Аминь»[75]. Слово Иоанна Златоуста читается на каждую Пасху в православных храмах после пасхальной утрени.

## Празднование Пасхи в различных государствах

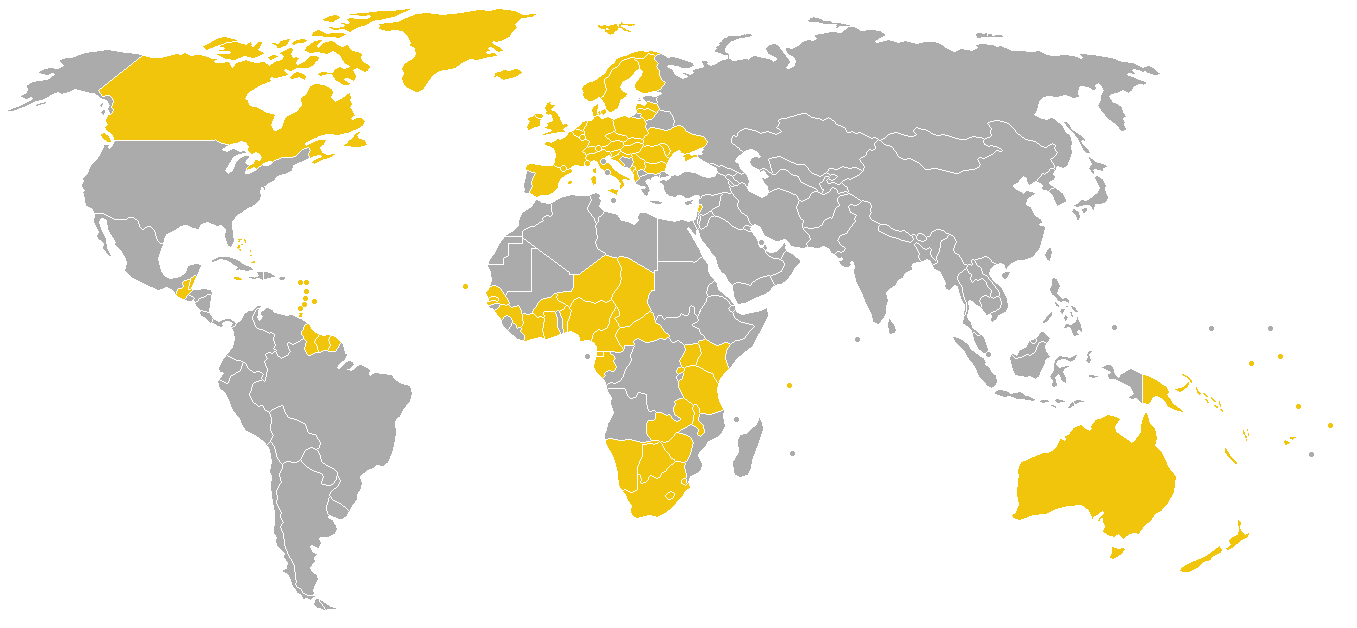
Страны, где Пасхальный понедельник является государственным выходным

В большинстве европейских стран Страстная неделя и неделя после Пасхи являются школьными и студенческими каникулами. Многие европейские страны, а также Австралия отмечают Пасху и Пасхальный понедельник как государственные праздники. В Австралии, Великобритании, Германии, Канаде, Латвии, Португалии, Хорватии и большинстве латиноамериканских стран государственным выходным также является Страстная пятница. Всё Пасхальное триденствие — государственные праздники в Испании.
Государства, в которых Пасха — несколько выходных дней (в большинстве — 4 дня: пятница, суббота, воскресенье, понедельник):
- Австралия
- Австрия (суббота, воскресенье, понедельник)
- Армения
- Болгария
- Великобритания
- Венгрия
- Гана
- Германия (в пятницу, воскресенье, понедельник магазины и пр. не работают, в субботу — работают)
- Греция
- Грузия (четверг, пятница, суббота, воскресенье, понедельник, вторник)
- Дания
- Испания (четверг, пятница, воскресенье, понедельник в некоторых автономных областях)
- Италия (воскресенье, понедельник)
- Канада
- Кения
- Кипр (пятница, суббота, воскресение, понедельник, вторник)
- Латвия
- Литва
- Молдова (суббота, воскресенье, понедельник)
- Новая Зеландия
- Нидерланды (в воскресенье, понедельник магазины и пр. не работают; в субботу — работают)
- Норвегия
- Польша
- Португалия (пятница, суббота, воскресенье)
- Россия (суббота, воскресенье)
- Румыния (пятница, суббота, воскресенье, понедельник)
- Сербия
- Словакия
- Словения
- Украина (суббота, воскресенье, понедельник)
- Франция (суббота, воскресенье, понедельник)
- Финляндия
- Хорватия
- Черногория (пятница, суббота, воскресенье, понедельник)
- Швейцария
- Швеция
- Эстония (пятница, суббота, воскресенье)

## Пасха в светской культуре

### Русская культура
Услышав рассердился и выбранил храм Божий, однако задумался: догадался сразу, что болен опасно и что потому-то родительница и посылает его, пока силы есть, поговеть и причаститься. … Прошло дня три, и настала Страстная неделя. И вот брат со вторника утра пошёл говеть. … Но не долго походил он в церковь, слёг, так что исповедовали и причастили его уже дома. Дни наступили светлые, ясные, благоуханные, Пасха была поздняя. Всю-то ночь он, я помню, кашляет, худо спит, а на утро всегда оденется и попробует сесть в мягкие кресла. Так и запомню его: сидит тихий, кроткий, улыбается, сам больной, а лик весёлый, радостный. Изменился он весь душевно — такая дивная началась в нём вдруг перемена! … Скончался же на третьей недели после Пасхи, в памяти, и хотя и говорить уже перестал, но не изменился до самого последнего своего часа: смотрит радостно, в очах веселье, взглядами нас ищет, улыбается нам, нас зовёт.

- И. С. Шмелёв в повести «Лето Господне»[76] ярко показывает восприятие мальчиком праздника Пасхи:

— Хрис-тос воскре-се из мертвых…

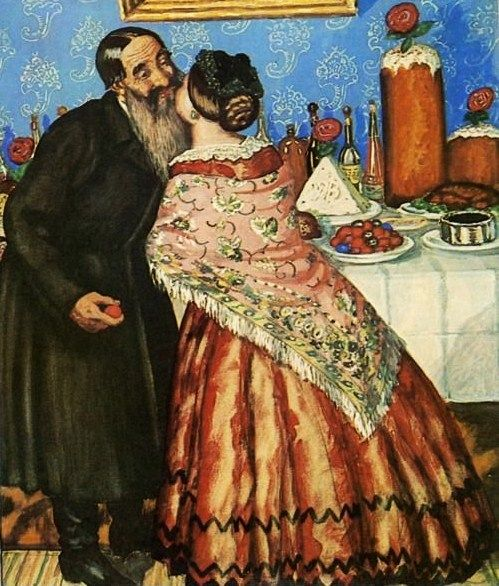
Б. М. Кустодиев, Пасхальная открытка (1912)

— Ну, Христос воскресе… — нагибается ко мне радостный, милый Горкин.
Трижды целует и ведёт к нашим в церковь. Священно пахнет горячим воском и можжевельником.
…сме-ртию смерть… по-пра-ав!.. Звон в рассвете неумолкаемый. В солнце и звоне утро. Пасха, красная …Я рассматриваю подаренные мне яички. … И вот, фарфоровое, отца. Чудесная панорамка в нём. За розовыми и голубыми цветочками бессмертника и мохом, за стёклышком в голубом ободке видится в глубине картинка: белоснежный Христос с хоругвью воскрес из Гроба. Рассказывала мне няня, что если смотреть за стёклышко, долго-долго, увидишь живого ангелочка. Усталый от строгих дней, от ярких огней и звонов, я вглядываюсь за стёклышко. Мреет в моих глазах, — и чудится мне, в цветах, — живое, неизъяснимо-радостное, святое… — Бог?.. Не передать словами. Я прижимаю к груди яичко, — и усыпляющий перезвон качает меня во сне.
— Поздняя у нас нонче Пасха, со скворцами, — говорит мне Горкин — как раз с тобой подгадали для гостей. Слышишь, как поклычивает?

- Главные герои рассказов русских писателей в обыденной жизни обязаны поступать с людьми в соответствии со своим социальным статусом, тогда как на Пасху стараются отнестись к ближним хоть раз в году по-христиански.

— А скажи, господин городовой, какой нынче у нас день?

— Уж молчал бы! — презрительно ответил Баргамот. — До свету нализался.

— А у Михаила-архангела звонили?

— Звонили. Тебе-то что?

— Христос, значат, воскрес?

— Ну, воскрес.

— Так позвольте… — Гараська, ведший этот разговор вполоборота к Баргамоту, решительно повернулся к нему лицом… потом упал лицом на землю и завыл, как бабы воют по покойнике…

— Яи-ч-ко… Я… по-благородному… похристосоваться… яичко а ты… — бессвязно бурлил Гараська, но Баргамот понял. Вот к чему, стало быть, вёл Гараська: похристосоваться хотел, по христианскому обычаю, яичком, а он, Баргамот, его в участок пожелал отправить. … Баргамот голосом, не оставлявшим ни малейшего сомнения в твёрдости принятого им решения, заявил:

— Пойдём ко мне разговляться.

— Так я к тебе, пузатому чёрту, и пошёл!

— Пойдём, говорю!
Изумлению Гараськи не было границ.
— Л. Н. Андреев. «Баргамот и Гараська»

Митька тоже причёсан и одет по-праздничному. Я весело гляжу на его оттопыренные уши и, чтобы показать, что я против него ничего не имею, говорю ему:
— Ты сегодня красивый, и если бы у тебя не торчали волосы и если б ты не был так бедно одет, то все бы подумали, что твоя мать не прачка, а благородная. Приходи ко мне на Пасху, будем в бабки играть.
Митька недоверчиво глядит на меня и грозит мне под полой кулаком.
— А. П. Чехов. «На страстной неделе»

Как услышу, что отпустный звон прозвонят и люди из церкви пойдут, я поздороваюсь — скажу: «Ребята! Христос воскресе!» и предложу им это моё угощение. … по часам я сообразил, что уже время церковной службы непременно скоро кончится… Я встал, чтобы обойти посты, и вдруг слышу шум… дерутся. … Что такое? Кто меня бьёт?
И главное дело — темно.
— Казаки, ваше благородие, винища облопались!.. дерутся.
…Убить его, этого казака, я должен!.. зарубить его на месте!.. А я не зарубил. Теперь куда же я годен? …
А в глубине кто-то и говорит: «Не убий!» Это я понял, кто! — Это так Бог говорит: на это у меня, в душе моей, явилось удостоверение. Такое, знаете, крепкое несомненное удостоверение, что и доказывать не надо и своротить нельзя. Бог! Он ведь старше и выше самого Сакена. Сакен откомандует, да когда-нибудь со звездой в отставку выйдет, а Бог-то веки веков будет всей вселенной командовать! А если он мне не позволяет убить того, кто меня бил, так что мне с ним делать? Что сделать? С кем посоветуюсь?.. Всего лучше с тем, кто сам это вынес. Иисус Христос!.. Тебя самого били?.. Тебя били, и ты простил… а я что пред тобою… я червь… гадость… ничтожество! Я хочу быть твой: я простил! я твой…
Вот только плакать хочется!.. плачу и плачу!
Люди думают, что я это от обиды, а я уже — понимаете… я уже совсем не от обиды… Солдаты говорят: — Мы его убьём!
— Что вы!.. Бог с вами!.. Нельзя человека убивать!
— Н. С. Лесков. «Фигура»
- Особое значение Пасха имеет в романе «Мастер и Маргарита» М. А. Булгакова. Действие романа происходит в течение Страстной недели и заканчивается перед началом Пасхальной ночи, когда Воланд со свитой и главными героями покидают Москву: «Мессир! Суббота. Солнце склоняется. Нам пора». Внешний ряд событий романа в Москве представляет собой «пародию» на чин православного богослужения Страстной Седмицы (ср. Вынос Плащаницы и похороны безголового Берлиоза)[79].
- Описанию православной пасхальной службы и семейного пасхального праздника в Санкт-Петербурге в 1880-е годы посвящены главы 10—15 первой части романа «Опавшие листья» П. Н. Краснова.
- Пасха нашла отражение в творчестве таких поэтов Серебряного века, как С. Есенин — «Пасхальный благовест» («Колокол дремавший разбудил поля…»), К. Д. Бальмонт — «Вербы», И. Северянин — «Пасха в Петербурге».

Пасхальные открытки

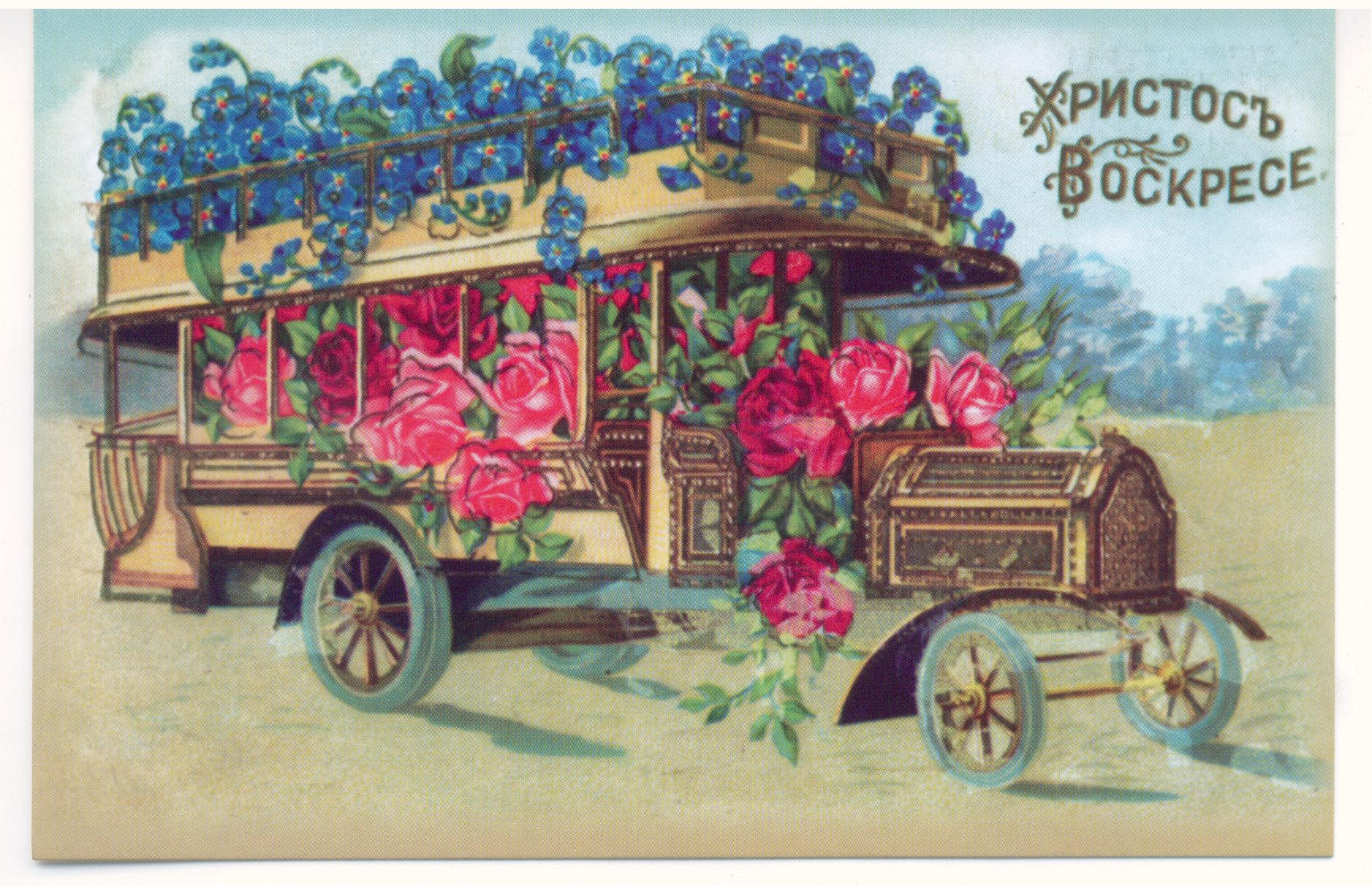
Русская пасхальная открытка с нетипичным рисунком (автобус) 1910-х годов

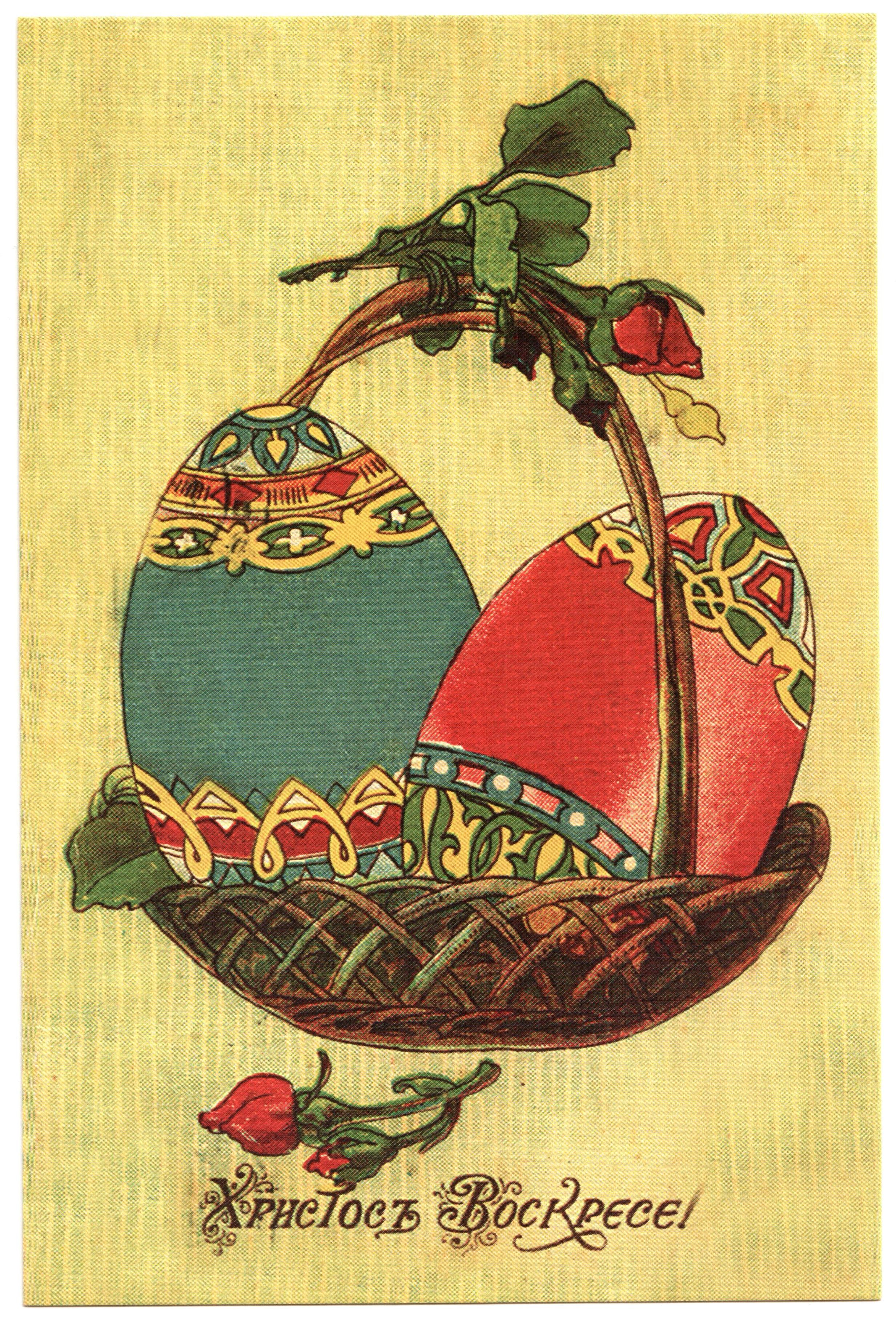
Русская пасхальная открытка с типичным рисунком (пасхальные яйца) 1900-х годов

С конца XIX века в Российской империи стало традиционным отправлять тем родным и знакомым, с кем не сможешь христосоваться, на Пасху как основной праздник пасхальные открытые письма с красочными рисунками, основная тематика которых была следующая: пасхальные яйца, куличи, православные храмы, христосующиеся люди, русские пейзажи, весеннее половодье, цветы.
Пасхальных открыток в Российской империи было издано много тысяч различных видов. После запрета 1930-х годов, начиная с конца 1941 года пасхальные открытки издавались также в СССР и продавались в храмах. С 1970-х годов открытки начали издавать обычные издательства («Искусство», «Планета», региональные) массовыми тиражами (одновременно к Пасхе в булочных СССР появлялись выпеченные на государственных хлебозаводах куличи).

### Западная культура

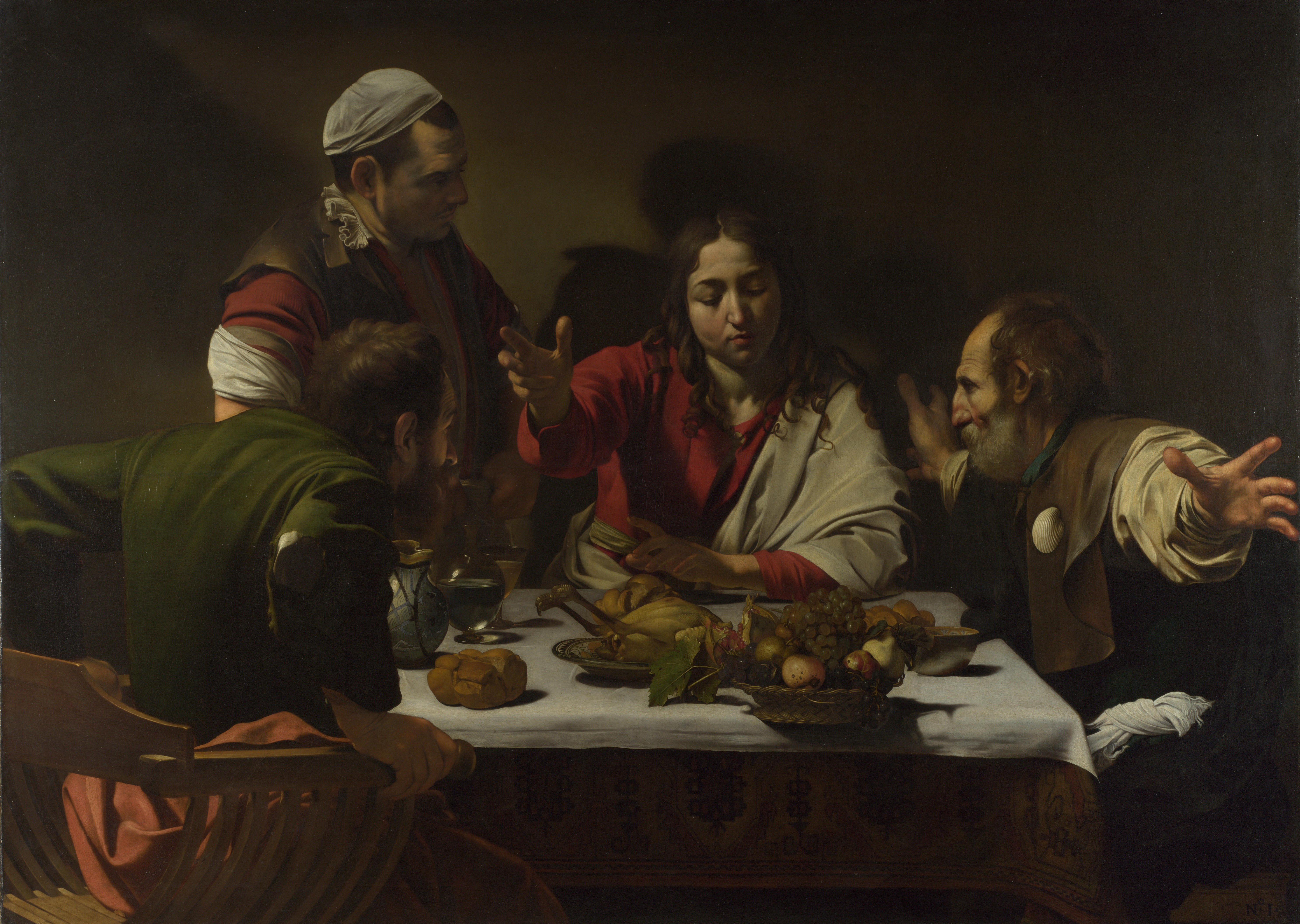
Ужин в Эммаусе. Караваджо, 1603, Национальная галерея, Лондон

И. С. Бах написал к лютеранским богослужениям Страстной седмицы «Страсти по Матфею», «по Иоанну» и «по Марку» (частично), а к Пасхе «Пасхальную ораторию».
Действие «Фауста» Иоганна Гёте начинается в Пасхальную ночь. Воспоминание о пасхальной радости отвращает Фауста от самоубийства.
| Хор ангелов Христос воскрес! Преодоление Смерти и тления Славьте, селение, Пашня и лес… Фауст Я плакал, упиваясь счастьем слёз, И мир во мне рождался небывалый. С тех пор в душе со светлым воскресеньем Связалось всё, что чисто и светло. Оно мне веяньем своим весенним С собой покончить ныне не дало. Я возвращён земле. Благодаренье За это вам, святые песнопенья! |

## Пасха на различных языках
| От др.-евр. פסח‬ («прохождение мимо») | От др.-евр. פסח‬ («прохождение мимо»)                                 |
| ------------------------------------ | -------------------------------------------------------------------- |
| Латынь                               | Pascha или Festa Paschalia                                           |
| Греческий                            | Πάσχα                                                                |
| Амхарский                            | ፋሲካ Fasika                                                           |
| Африкаанс                            | Paasfees                                                             |
| Арабский                             | عِيدُ الفِصْحِ‎ (ʿAīd ul-Fiṣḥ)                                             |
| Сирийский                            | ܦܨܚܐ                                                                 |
| Азербайджанский                      | Pasxa, Fish                                                          |
| Албанский                            | Pashkët                                                              |
| Валлийский                           | Pasg                                                                 |
| Датский                              | Påske                                                                |
| Гэльский                             | Casca                                                                |
| Иврит                                | פֶּסַח‎ (Pesakh)                                                         |
| Идиш                                 | פּאַסכע‎ (Paskhe), פסח‎ (Pesokh)                                         |
| Индонезийский                        | Paskah                                                               |
| Ирландский                           | Cáisc                                                                |
| Исландский                           | Páskar                                                               |
| Испанский                            | Pascua                                                               |
| Итальянский                          | Pasqua                                                               |
| Каталанский                          | Pasqua                                                               |
| Корейский                            | 파스카 (Paska)                                                       |
| Малаялам                             | പെശഹ (Pæsaha)                                                         |
| Ндебеле северный(?)                  | Pasika                                                               |
| Голландский                          | Pasen или paasfeest                                                  |
| Норвежский язык                      | Påske                                                                |
| Персидский язык                      | عید_پاک                                                              |
| Польский язык                        | Pascha                                                               |
| Португальский язык                   | Páscoa                                                               |
| Румынский язык                       | Paşte                                                                |
| Русский                              | Пасха                                                                |
| Тагалог (Филиппины)                  | Pasko ng Muling Pagkabuhay (букв. «Пасха Воскресения»)               |
| Турецкий                             | Paskalya                                                             |
| Фарерский                            | Páskir (только во мн. ч.)                                            |
| Французский                          | Pâques                                                               |
| Шведский                             | Påsk                                                                 |
| Эсперанто                            | Pasko                                                                |
| Японский                             | 聖大パスハ (Сейдай Пасуха, «Святая Пасха») только среди православных |

| От греч. μεγάλη ἡμέρα = ст.‑слав. Великъ дьнь, Велья нощь («Великий день», «Великая ночь») | От греч. μεγάλη ἡμέρα = ст.‑слав. Великъ дьнь, Велья нощь («Великий день», «Великая ночь») |
| ------------------------------------------------------------------------------------------ | ------------------------------------------------------------------------------------------ |
| Белорусский                                                                                | Вялікдзень                                                                                 |
| Арабский                                                                                   | الْعِيدُ الْكَبِير‎ [al.ʕiːd al.ka.biːr] («Большой праздник»)                                     |
| Берберский                                                                                 | ⴻⵉⴷ ⵓⵍ-ⴰⴸⵁⴰ Eid ul-Adha («Святой праздник»)                                                |
| Болгарский                                                                                 | Великден («Великий день»)                                                                  |
| Вепсский                                                                                   | Äipäiv (букв. «Великдень»)                                                                 |
| Коми                                                                                       | Ыджыд лун («Великий день»)                                                                 |
| Латышский                                                                                  | Lieldienas («Великие дни», мн. ч.)                                                         |
| Литовский                                                                                  | Velykos («Великие», мн. ч.)                                                                |
| Лужицкий                                                                                   | Jutry («Утреня, заутреня»)                                                                 |
| Мальтийский                                                                                | l-Għid il-Kbir («Великий праздник») [ˈlɛj.t‿ɪlˈɡbiːr]                                      |
| Македонский                                                                                | Велигден («Великий день»)                                                                  |
| Марийский                                                                                  | Кугече («Великий день»)                                                                    |
| Польский                                                                                   | Wielkanoc («Великая ночь»)                                                                 |
| Русский                                                                                    | Велик день («Великий день»)                                                                |
| Украинский                                                                                 | Великдень («Великий день»)                                                                 |
| Словацкий                                                                                  | Veľká Noc («Великая ночь»)                                                                 |
| Словенский                                                                                 | Velika noč («Великая ночь»)                                                                |
| Татарский                                                                                  | Олы көн («Великий день»)                                                                   |
| Удмуртский                                                                                 | Великтэм / Быдӟым нунал («Великий день»)                                                   |
| Чешский                                                                                    | Velikonoce («Великие ночи», мн. ч.)                                                        |
| Чувашский                                                                                  | Мăнкун / Мункун («Великий день»)                                                           |

| От «Воскресение» | От «Воскресение»                                                  |
| ---------------- | ----------------------------------------------------------------- |
| Армянский        | Սուրբ Հարություն (Сурб Харутюн)                                   |
| Ассирийский      | ܥܹܐܕܵܐ ܕܩܝܵܡܬܵܐ [ʕiːdɑd qyam.tɑ]                                      |
| Боснийский       | Uskrs или Vaskrs                                                  |
| Болгарский       | Възкресение Христово                                              |
| Вьетнамский      | Lễ Phục Sinh                                                      |
| Грузинский       | აღდგომა (Aĝdgoma)                                                 |
| Маори            | Aranga                                                            |
| Мегрельский      | თანაფა (Tanapha)                                                  |
| Китайский        | кит. трад. 復活節, упр. 复活节, пиньинь Fùhuó Jié, палл. Фухо цзе |
| Корейский        | кор. 부활절?, 復活節? (Buhwalchol)                                |
| Лакота           | Woekicetuanpetu                                                   |
| Македонский      | Воскрес (редко)                                                   |
| Сербский         | Ускрс или Васкрс                                                  |
| Хорватский       | Uskrs                                                             |
| Черногорский     | Ускрс или Васкрс                                                  |
| Японский         | 復活祭 (Fukkatsusai)                                              |

| От «конец поста» | От «конец поста»                                 |
| ---------------- | ------------------------------------------------ |
| Венгерский       | Húsvét (букв. «закупка мяса»)                    |
| Осетинский       | Куадзӕн, от комуадзӕн «конец поста»              |
| Финский          | Pääsiäinen «завершение, освобождение [от поста]» |
| Эстонский        | Lihavõtted или ülestõusmispühad (букв. «мясоед») |

| Иное       | Иное |
| ---------- | --- |
| Английский | Easter (родственно названию весеннего месяца др.-англ. Ēostur-mōnaþ, по версии Беды Достопочтенного — от имени языческого божества) |
| Армянский  | Զատիկ (Затик «жертва», «разделение»)                                                                                                |
| Немецкий   | Ostern (родственно названию весеннего месяца др.-в.-нем. Ôstar-mânoth, заимствовано из Англии вместе с христианством)               |
| Персидский | عيد پاك (букв. «Целомудренный праздник»)                                                                                            |
| Полабский  | Justroi, Gostray (заимствовано из нем. Ostern)                                                                                      |
| Татарский  | Олы көн бәйрәме (букв. «празднование большого дня»)                                                                                 |
| Тонганский | Pekia (букв. «смерть (Господа)») |
| Хакасский  | Хызыл нымырха (букв. «красное яйцо»)                                                                                                |
| Японский   | イースター (и:сута:, произношение английского «Easter» на японский манер)                                                           |